# Historia Ardy
Historia Ardy – całość fikcyjnej historii ze stworzonej przez J.R.R. Tolkiena mitologii Śródziemia.

## Ainulindalë
Jest to okres opiewany w opowieści o tej nazwie, poświęconej stworzeniu Eä i zstąpieniu Ainurów na Ardę. Za koniec Ainulindalë przyjmuje się stworzenie Dwóch Latarni przez Aulego.
W okresie tym trwały walki Valarów z Melkorem o przyszły kształt świata. Siły Valarów nie wystarczały, do osiągnięcia decydującego zwycięstwa nad Melkorem, który był wówczas najpotężniejszy wśród Ainurów. Dopiero niespodziewane włączenie się do walki Tulkasa doprowadziło do ucieczki Nieprzyjaciela poza Ardę. Dzięki temu zwycięstwu Valarowie zaprowadzili ład na morzach, lądach i w górach, ognie ugaszono lub pogrzebano pod dziewiczymi górami, a Yavanna posiała ziarna roślin, które potrzebowały światła. By je im zapewnić stworzono niebosiężne Latarnie Valarów.

## Lata Latarni

Arda podczas Lat Latarni.

Lata Latarni rozpoczęły się po pierwszym zwycięstwie Valarów nad Melkorem, gdy stworzyli oni dwie wielkie latarnie, które nazwano Illuiną oraz Ormalem. Wznosiły się one wyżej niż szczyty wszystkich gór w późniejszych erach.
Illuina wznosiła się w pobliżu północnej krawędzi Śródziemia, a Ormal nad jego południowym brzegiem. Światło spływając z Latarni Valarów zalewało Ziemię tak, że dzień panował na niej niezmiennie. Nasiona Yavanny zaczęły teraz szybko kiełkować, wschodzić i rosnąć, ziemia okryła się mnóstwem odmian roślin, wielkich i małych: mchów, traw, olbrzymich paproci i drzew, sięgających wierzchołkami pod obłoki niby żywe góry, lecz stopami zanurzonych w zielonym półmroku. Zjawiły się zwierzęta i zamieszkały na trawiastych równinach, w rzekach, jeziorach i w cienistych lasach. Ale nie kwitły jeszcze kwiaty i nie śpiewały ptaki, czekające na swoją godzinę w łonie Yavanny, lecz bogactwo jej wyobraźni było rozsiane wszędzie, a najhojniej w środkowej części Ardy, gdzie spotykało się i mieszało światło obu Latarni. Tam też, na wyspie Almaren pośród Wielkiego Jeziora, obrali sobie pierwszą siedzibę Valarowie, gdy wszystko na świecie było jeszcze młode i nowe, a świeżość zieleni urzekała oczy twórców Ardy; długi czas trwali w zadowoleniu.
Lata Latarni zakończyły się, gdy Melkor, powróciwszy do Śródziemia, zniszczył obie Latarnie Valarów.

## Lata Drzew

Arda podczas Lat Drzew. Dwa Drzewa oświetlały Aman, podczas gdy reszta Ardy skąpana była w ciemnościach.

Nastąpiły po Latach Latarni i poprzedzały Pierwszą Erę Lat Słońca. Trwały one 1500 lat drzew, ok. 14373 lat słonecznych. W tym okresie w Ardzie pojawili się Quendi.
Krótko po zniszczeniu Dwóch Latarni Yavanna stworzyła w Amanie, gdzie teraz żyli Valarowie, Dwa Drzewa, zwane Telperionem oraz Laurelinem. Drzewa oświetlały jedynie Aman, pozostawiając Śródziemie pogrążone w półmroku, pozostające pod wpływem Melkora. Valarowie obawiali się go zaatakować, gdyż nie wiedzieli, co ich ingerencja mogłaby zdziałać w stosunku do śpiących jeszcze Dzieci Ilúvatara. Elfowie przebudzili się nad jeziorem Cuiviénen i wkrótce odnalezieni zostali przez Valarów. Na ich wezwanie trzy plemiona elfów podążyły na Wielką Wędrówkę na Zachód, lecz nie wszyscy z nich tam dotarli. Valarowie pokonali i uwięzili Melkora, lecz ten pozornie okazał żal i po trzech wiekach został wypuszczony. Zasiał wtedy niezgodę wśród elfów, w tym między dwoma książętami Ñoldorów, Fëanorem i Fingolfinem. Melkor zabił Finwego, ich ojca i skradł Silmarile; poza tym wraz z Ungoliantą zniszczył same Drzewa.
Fëanor i jego lud opuścili Valinor w pogoni za Melkorem, nazywając go po raz pierwszy Morgothem, Czarnym Nieprzyjacielem. Za nimi podążył drugi, większy hufiec pod wodzą Fingolfina. Dotarli do Alqualondë, portowego miasta Telerich, lecz nie dostali pozwolenia na użycie statków Telerich by dotrzeć do Śródziemia. Z tego powodu nastąpiła pierwsza bratobójcza walka między elfami. Hufiec Fëanora popłynął na statkach, pozostawiając na brzegu hufiec Fingolfina, który przedostał się do Beleriandu, północno-zachodniej części Śródziemia, przez skutą lodem cieśninę Helcaraxë, podczas której to przeprawy wielu z nich zginęło.

## Lata Słońca
Nastąpiły po Latach Drzew. Zaczęły się o pierwszym wschodzie Słońca, które nastąpiło gdy na wschodzie Śródziemia obudzili się pierwsi Ludzie.

## Pierwsza Era

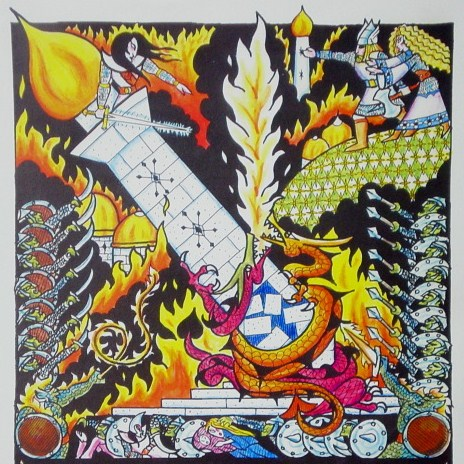
Śmierć Turgona, wydarzenie opisane w Upadku Gondolinu, pierwszej opowieści Tolkiena osadzonej w Pierwszej Erze (napisanej ok. 1916–1917 roku).

Pierwsza Era nazywana była także Dawnymi Dniami, Starszymi Dniami oraz Najstarszymi Dniami.

### Ramy czasowe
Zaczęła się wraz z przebudzeniem elfów i zakończyła ostatecznym pokonaniem Morgotha. W tym czasie trwała epoka Lat Valarów oraz okres około 590–600 Lat Słońca. Zależnie od przyjętego mnożnika konwersji jednostek czasu, który był wielokrotnie zmieniany przez Tolkiena, trwanie Pierwszej Ery wynosiło od 4902 do 65 390 lat słonecznych. Wcześniejsze teksty Tolkiena wskazują na mniejsze liczby, większe wymieniane są w późniejszych dziełach.
Pierwsza Era była nazywana Dawnymi Dniami, chociaż od Czwartej Ery nazwą tą określało się pierwsze trzy ery jako całość.
Częstą pomyłką jest utożsamianie punktu początkowego Pierwszej Ery z początkiem Lat Słońca i określanie jej mianem „Pierwszej Ery Słońca”. Nie znajduje to oparcia w żadnym tekście Tolkiena i zaprzecza wskazaniom, że Pierwsza Era była zdecydowanie najdłuższym okresem w dziejach.

### Chronologia
Niemożliwe jest dokładne ustalenie chronologii Pierwszej Ery, podobne do spisów, jakie zostały sporządzone dla Drugiej oraz Trzeciej Ery i zamieszczone w Dodatkach do Władcy Pierścieni. W Silmarillionie narrator podaje upływ czasu poprzez określenie wieku niektórych bohaterów, relacji między wydarzeniami (w tym cztery podane okresy są dokładnie datowane) oraz odległości od początku i końca ery. Robert Foster, układając chronologię Pierwszej Ery na potrzeby Encyklopedii Śródziemia, utożsamił pierwszy rok Pierwszej Ery z pierwszym rokiem Lat Słońca, przyjął punkt początku roku na wiosnę oraz dokonał kilku przesunięć z uwagi na brak przełożenia czasu liczonego w latach na liczbę miesięcy.

### Wydarzenia Pierwszej Ery
W czasie Pierwszej Ery ma miejsce akcja większej części Silmarillionu. Tolkien skupia się tam na wydarzeniach, które miały miejsce w Beleriandzie w ciągu ostatnich sześciu wieków Pierwszej Ery – na serii wojen toczonych przez Ñoldorów, Sindarów i Trzy Rody Edainów przeciwko Morgothowi, jego armiom Angbandu i plemionom złych ludzi ze Wschodu. W istocie wojny z Melkorem trwały już w okresie Lat Drzew (przed Pierwszą Erą, w drugim okresie Lat Valarów), a były kontynuowane po przybyciu Ñoldorów do Beleriandu. Na długo przed tym wydarzeniem Sindarowie mieszkali w Beleriandzie i walczyli z Morgothem po jego powrocie do Śródziemia; Ñoldorowie jednak, w szczególności synowie Fëanora, występowali z wyraźnym celem pokonania Morgotha.

#### Zniszczenie Latarni
Konflikt między Melkorem a pozostałymi Valarami, zakończony zniszczeniem Latarni Valarów, oświetlających całą ówczesną Ardę, wraz z wyspą Almaren, pierwszą siedzibą Valarów.

#### Ucieczka Valarów
Ucieczka Valarów rozpoczęła się od zniszczenia wyspy Almaren i pierwotnej rzeźby Ardy poprzez Zniszczenie Latarni dokonane przez Melkora, a zakończyła powstaniem Drzew Valinoru.
Tak się skończyła Wiosna Ardy. Siedziba Valarów, na wyspie Almaren, była doszczętnie zniszczona; nie mieli dla siebie miejsca na powierzchni Ziemi, opuścili więc Śródziemie i zamieszkali w Amanie, a to jest kraina najdalej wysunięta ku zachodniej krawędzi świata, bo jej granicę od zachodu stanowi Morze Zewnętrzne, zwane w mowie elfów Ekkaja, oblewające wkoło Królestwo Ardy. Nikt prócz Valarów nie wie, jak wielkie jest to Morze, lecz za nim wznoszą się Ściany Nocy. Wschodnie obrzeża Amanu oblewają fale Belegaeru – Wielkiego Morza Zachodu; gdy Melkor wrócił do Śródziemia, Valarowie, nie mogąc go podówczas jeszcze pokonać, umocnili swoją siedzibę, budując na wybrzeżu Pelori Góry Amanu, najwyższe na Ziemi. Nad całym zaś pasmem Pelori górował szczyt, na którym Manwe ustawił swój tron.
Tam, za ścianą gór Pelori, w krainie zwanej Valinorem, urządzili sobie Valarowie siedzibę, tam mieli swoje domy, ogrody i wieże. Zgromadzili w tej dobrze strzeżonej dziedzinie ogromne zasoby światła i wszystkie piękne rzeczy ocalone z gruzów Almarenu i stworzyli wiele innych, jeszcze piękniejszych, tak że Valinor zaćmiewał pięknością nawet Śródziemie z czasów, gdy Arda kwitła wiosną; i była to kraina błogosławiona, ponieważ żyli tam Nieśmiertelni; nic nie więdło ani się nie starzało, żadna plama nie kaziła kwiatów i liści, żyjące tam stworzenia nie znały chorób ani zepsucia, bo nawet kamienie i wody były uświęcone.
Gdy Valarowie ukształtowali ostatecznie Valinor i osiedlili się tam na dobre, wznieśli za górami pośrodku równiny miasto Valmar o wielu dzwonach. Przed jego zachodnią bramą wznosiło się wzgórze zwane Ezellohar albo Korollaire, uświęcone przez Yavannę, która siedziała tam długo na zielonej murawie, śpiewając zaklęcia i wymieniając w pieśni wszystkie rośliny od dawna obmyślone, aby zdobiły Ziemię. Nienna natomiast milczała zatopiona w myślach i tylko zraszała wzgórze łzami. Valarowie zaś zgromadzili się i siedząc na swoich tronach w Kręgu Przeznaczenia, czyli Máhanaxarze, opodal złotych bram Valmaru, w milczeniu słuchali pieśni. Yavanna Kementari śpiewała, a Valarowie czuwali. Yavanna w ten sposób stworzyła Drzewa Valinoru, kończąc jednocześnie ten okres historii Ardy.

#### Wielka Wędrówka
Jest opisana w Silmarillionie. Przebiegała z miejsca przebudzenia elfów w Cuiviénen na wschodzie Śródziemia do Valinoru na zachodzie.
Elfowie którzy podjęli wędrówkę, dzielili się na 3 szczepy:
- Vanyarów, czyli Elfów Światła, którzy wszyscy dotarli do Valinoru i pierwsi dotarli do celu. Ich wodzem był Ingwe.
- Noldorów, którzy wyruszyli zaraz po Vanyarach, lecz część z nich została. Ich wodzem był Finwe.
- Telerich – najwolniejszy oraz najliczniejszy lud. Duża część z nich w ogóle nie wyruszyła, część zawróciła. Szczep ten miał dwóch wodzów – Elwego oraz Olwego.

Elfowie, którzy nie podjęli wędrówki, to Avari, czyli niechętni.

Wielka Wędrówka Elfów

Quendi wyruszyli z Cuiviénen i wędrowali północnymi brzegami Morza Helcar. Na widok wielkich czarnych chmur unoszących się na północy, nad Utumno, część z Elfów uciekła, wracając do Cuiviénen. Ci, którzy doszli i przeszli przez Wielki Zielony Las, stanęli nad brzegami Anduiny. Ñoldorowie oraz Vanyarowie sforsowali Góry Mgliste i zeszli do Eriadoru, lecz Teleri na widok Gór Mglistych zlękli się i musieli je obejść od południa. Vanyarowie oraz Ñoldorowie niebawem pokonali Góry Błękitne, przewędrowali przez Beleriand i stanęli nad brzegiem morza, między Zatoką Balar, a Fiordem Drengist. Tymczasem Teleri się podzielili: część pozostała w Wielkim Zielonym Lesie i w lasach Lothlórien, tworząc nową rasę Elfów Leśnych, inni obeszli Góry Mgliste i doszli do Eriadoru, a następnie podążyli do ujścia Sirionu. W międzyczasie Ossё przeprowadził dla Noldorów i Vanyarów ruchomą wyspę, na której przeprowadził ich do Valinoru przez morze. Kiedy po latach powrócił, by przeprowadzić na wyspie także i Telerich, którzy doszli później, część z nich nie chciała odpływać i została w Beleriandzie. Ci, którzy zostali, nazwani byli Sindarami, czyli Elfami Szarymi. Wyspa, na którą zostali przewiezieni elfowie, została zakotwiczona nieopodal Valionoru i nazwana Tol Eressëa. Większość z Quendich znalazła się na zachodzie, wiodąc szczęśliwe życie do czasu Ucieczki Noldorów.

#### Ucieczka Ñoldorów
U schyłku Lat Drzew Ñoldorowie zaczęli szeptać o niesprawiedliwości, jaka ich spotyka w Valinorze. Było to kłamstwem rozsiewanym przez Melkora. Po tym, jak Melkor skradł Silmarile i zabił Finwego, Feanor wygłosił w Tirionie przemówienie. Mówił o zrzuceniu więzów narzuconych im przez Manwego, o wolności, która czeka ich w Śródziemiu i o zemście, której muszą dokonać. Potem on i jego synowie złożyli przysięgę, według której każdy Valar, Majar, elf, człowiek lub inne stworzenie będzie ścigane, jeśli odmówi im ich prawa do Silmarilów.

Zbuntowani Ñoldorowie ruszyli do Alqualondë, aby poprosić Telerich o pomoc w przeprawie przez morze. Ci jednak odmówili. Tak doszło do pierwszego rozlewu krwi, tzw. Bratobójstwa w Alqualondë. Ñoldorowie zwyciężyli i porwali okręty Telerich. Statki nie mogły pomieścić wszystkich, więc część musiała udać się pieszo na północ, gdzie Aman od Śródziemia dzieliła cieśnina Helcaraxë. U granic pustkowia Aramanu usłyszeli donośny głos, który nakazał im stanąć i słuchać. Otrzymali ostatnią szanse powrotu, część z niej skorzystała, był między nimi najmłodszy syn Finwego – Finarfin (został królem pozostałych w Valinorze Ñoldorów). Większość ruszyła dalej i to właśnie na nich ciążyła od teraz klątwa Mandosa.

Podział Elfów na poszczególne klany i plemiona oraz rozłamy tychże plemion w trakcie Wielkiej Wędrówki

#### Bratobójstwo w Alqualondë
Bratobójstwo miało miejsce bezpośrednio po buncie Ñoldorów i było pierwszym przypadkiem w historii Ardy, kiedy elfowie dokonali mordu na współplemieńcach. Gdy zamieszkujący Alqualondë Teleri odmówili użyczenia swoich statków uciekającym z Amanu Ñoldorom, przywódca Ñoldorów – Fëanor – nakazał swoich pobratymcom odebrać je siłą. Rozpętała się walka, w której Fëanor, wsparty przez Fingona odniósł zwycięstwo, zaś znaczna część Telerich poległa. Ponieważ ilość statków była niewystarczająca, by pomieścić wszystkich Ñoldorów, hufiec Fëanora popłynął do Śródziemia, podczas gdy hufiec Fingolfina miał oczekiwać na wybrzeżach Amanu, aż Fëanor odeśle statki. Fëanor oszukał jednak Fingolfina i po dopłynięciu do Śródziemia kazał spalić statki Telerich, zmuszając w ten sposób brata i jego hufiec do ciężkiej i niebezpiecznej przeprawy przez cieśninę Helcaraxë.
Dokonanie rozlewu krwi w Amanie ściągnął na Ñoldorów gniew Valarów i klątwę Mandosa. Uinena zesłała na Fëanora i jego hufiec burzę, na skutek której zginęło wielu Ñoldorów płynących na statkach Telerich. Thingol, król Doriathu (brat Olwego, władcy Telerich z Alqualondë), dowiedziawszy się o Bratobójstwie odmówił Ñoldorom przyjaźni swojej i swoich poddanych (z wyjątkiem spokrewnionych z nim dzieci Finarfina). Cień mordu na Telerich wywołał wiele późniejszych nieszczęść i doprowadził do upadku Ñoldorów. Jego echem była kazirodcza miłość Maeglina do jego ciotecznej siostry, Idril (córki Turgona), a także słabość, dzięki której Sauron mógł pokonać Finroda.

#### Nurtale Valinoreva
Kiedy Fëanor wraz z Fingolfinem i większością Ñoldorów opuścił Aman i udał się do Śródziemia, Valarowie postanowili, że muszą ukryć swoją krainę. Pelóri zostały powiększone do niebotycznych rozmiarów, tak że nikt nie mógł się po nich wspiąć, powstały też Zaczarowane Wyspy, mające chronić Aman przed nieproszonymi gośćmi. Kraj ten został całkowicie zamknięty przed przybyszami, do czasu, aż Eärendil przypłynął do jego brzegu, co spowodowało złamanie czaru. Od tej pory Aman znów stał otworem, jednak jedynie elfom wolno było do niego żeglować.

#### Liga Maedhrosa
Opisana w Silmarillionie
- W angielskim oryginale – Union of Maedhros
- Przekład Marii Skibniewskiej – Liga Maedhrosa

Przymierze elfów i ludzi zawiązane w 469 roku Pierwszej Ery z inicjatywy Maedhrosa.
Najstarszy syn Fëanora, przekonany iż Morgoth może zniszczyć poszczególne królestwa elfów w Beleriandzie, postanowił na nowo odnowić między nimi sojusz. Miał też nadzieję, że wspólnymi siłami uda się pokonać Władcę Ciemności. Ostatecznie do przymierza Maedhrosa, oprócz jego braci, przystąpili: Fingon, Najwyższy Król Ñoldorów, Edainowie z Dor-lóminu, pod wodzą Húrina i Huora, Haladinowie z Brethilu, Círdan, krasnoludowie z Ered Luin oraz Easterlingowie pod wodzą synów Bóra i synów Ulfanga. Wsparcia odmówili Orodreth z Nargothrondu i Thingol z Doriath, obaj zrażeni postępowaniem synów Fëanora. Z ich królestw nieliczni wojownicy przystąpili do ligi: mały oddział Gwindora oraz Mablung i Beleg.
Sprzymierzonym udało się wypędzić orków z północnej części Beleriandu i z Dorthonionu. Jednak w ten sposób Morgoth dowiedział się o ich przygotowaniach. Nasłał więc obozu Maedhrosa szpiegów i nawiązał kontakt ze swymi tajnymi poplecznikami w wojskach elfów. Miał też czas, by zmobilizować siły do odparcia uderzenia. Ostatecznie wojska ligi zaatakowały Angband w 473 roku i poniosły klęskę w bitwie Nirnaeth Arnoediad.

#### Złe Tchnienie
Wiatr wydobywający się z Angbandu, który w 469 roku przyniósł do Dor-Lóminu zarazę która zabiła wiele dzieci w tym Urwenę Lalaith.

#### Rok Lamentu
Rok 470 Pierwszej Ery. Nazwany tak z powodu bitwy Nirnaeth Arnoediad w której zginęło wielu Edainów i elfów. W tym też roku, jesienią Morwena wysłała syna Turina w opiekę do króla Thingola.

## Druga Era
Druga Era zaczęła się wraz z ostatecznym pokonaniem Morgotha, a skończyła pierwszym pokonaniem Saurona. Trwała 3441 lat słonecznych. W Listach Tolkien nazwał ją dość mroczną epoką.
W 32 roku Drugiej Ery Edainowie (odtąd zwani Dúnedainami) założyli królestwo Númenoru na wyspie ofiarowanej im przez Valarów w zamian za walkę przeciwko Morgothowi. Historia tego państwa-wyspy opowiada o jego drodze od pomyślnego, pokojowego rozwoju, przez zapanowanie nad częścią kontynentu Śródziemia, pokonanie armii Saurona (3261–3262 Drugiej Ery) i osiągnięcie największej potęgi w ówczesnym świecie do upadku pod falami morza (3319), do którego doprowadziło złamanie Zakazu Valarów przez ostatniego z jego królów – Ar-Pharazôna.
Geografia kontynentu zmieniła się na skutek Wojny Gniewu. Zatopieniu uległa znaczna część Beleriandu – oprócz Lindonu, w którym Gil-galad i Círdan założyli królestwo w 1 roku Drugiej Ery. Poza tym krasnoludowie ściągnęli do Morii (ok. 40 roku), Ñoldorowie zamieszkali w Eregionie (rok 750), a dwóch władców Sindarów – Amdír i Oropher – zostało władcami elfów leśnych w Lothlórien i Wielkim Zielonym Lesie.
Sauron, który po Wojnie Gniewu został w Śródziemiu, twierdząc że chce naprawić wojenne zniszczenia i stworzyć tam drugi raj (obok Amanu), ok. 1500 roku skłonił Gwaith-i-Mírdain do wykucia Pierścieni Władzy. Około 100 lat później wykuł Jedyny Pierścień, co poskutkowało wybuchem wojny, ujawnieniem się „teokracji zła” Saurona, zniszczeniem Eregionu i wybudowaniem Rivendell, opanowaniem Eriadoru przez Saurona (zastąpionego przez Númenorejczyków) i pojawieniem się Nazgûli.
Po zatopieniu Númenoru ocalali Dúnedainowie przybyli do Śródziemia, gdzie założyli królestwa Arnoru i Gondoru (rok 3320). Po ponad stu latach zawiązano Ostatni Sojusz (rok 3430) i po dwunastu latach wojny (3429–3441) pokonano Saurona.

### Wydarzenia Drugiej Ery

#### Przemiana Świata
Miała ona miejsce, gdy ostatni król Númenoru, Ar-Phárazôn Złoty, za namową Saurona postanowił zdobyć Aman siłą, by wydrzeć dla Númenorejczyków przywilej wiecznego życia. W tym celu zebrał potężną flotę i wylądował na brzegu Amanu. Gdy król głośno oświadczył, że bierze Valinor w posiadanie, skoro nikt nie staje do bitwy, aby o tę ziemię walczyć, Manwë ze swej góry odwołał się do Ilúvatara i na czas jakiś w Jego ręce oddał powierzoną Valarom władzę nad Ardą. Iluvatar okazał swą moc i odmienił postać świata: Arda stała się kulą. Aman i Eressëa zostały przeniesione na zawsze poza granice świata dostępnego dla ludzi, a Númenor został zatopiony. Ar-Phárazôn wraz ze swą armią został na wieki uwięziony w Jaskiniach Zapomnianych. Część Númenoryjczyków ocalała – odpłynęli na siedmiu okrętach pod wodzą Elendila, Isildura i Anáriona. Osiedlili się oni w zachodniej części Śródziemia.

#### Ostatni Sojusz
Przymierze zawarte pomiędzy elfami a ludźmi w 3430 roku Drugiej Ery skierowane przeciw Sauronowi. Sojusznikom udało się go pokonać, jednak nie zniszczono Jedynego Pierścienia przez co Władca Ciemności mógł później powrócić.

##### Bitwa na Dagorlad (Druga Era)
Wielka batalia stoczona w 3434 roku Drugiej Ery pomiędzy armią Ostatniego Sojuszu elfów i ludzi a wojskami Saurona, Władcy Ciemności.
Armia Ostatniego Sojuszu, któremu przewodzili Gil-galad i Elendil, po kilku latach przygotowań wyruszyła przeciw armii Mordoru. Do walnej bitwy doszło na równinie Dagorlad, rozciągającej się przed Czarną Bramą.
Obie strony zebrały imponujące liczebnie oddziały, zapewne liczące po co najmniej kilkadziesiąt tysięcy żołnierzy. Wedle późniejszych przekazów dotyczących tego starcia: wszystkie żywe istoty, nawet zwierzęta i ptaki, podzieliły się tak, że w obu obozach znajdowali się przedstawiciele każdego gatunku, z wyjątkiem wszakże elfów. Elfowie bowiem jednomyślnie przyłączyli się do armii Gil-galada. Zatem w szeregach Ostatniego Sojuszu walczyli wszyscy wojownicy z Lindonu, Lórien i Wielkiego Zielonego Lasu, ramię w ramię z Dúnedainami i ludźmi z Arnoru, Gondoru, Doliny Anduiny oraz krasnoludami z Khazad-dûm. Natomiast Sauron zgromadził liczne zastępy orków oraz trolli, jak i ludzi – Czarnych Númenorejczyków, Haradrimów i Easterlingów.
Szczegóły przebiegu tego wielkiego starcia nie są dokładnie znane. Wiadomo jedynie, iż jako pierwszy do ataku na wroga ruszył Oropher, władca elfów z Zielonego Lasu. Uczynił to jednak przedwcześnie, nim reszta armii Ostatniego Sojuszu rozpoczęła natarcie i przypłacił to życiem, wraz z wieloma podkomendnymi.
W dalszym trakcie walki żołnierzom Saurona udało się odciąć od głównych sił sojuszników Amdíra z Lórien i na obszarze pobliskich bagien zniszczyć połowę jego oddziału.
Ostatecznie jednak armia Władcy Ciemności została pokonana, (...) gdyż elfowie rozporządzali jeszcze w tych czasach ogromną mocą, a Numenorejczycy byli silni, rośli i straszni w gniewie. Jak wspominał Elrond, uczestnik tej bitwy: (...) przypadło nam zwycięstwo, bo nikt nie mógł oprzeć się włóczni Gil-galada, zwanej Aiglos, ani mieczowi Elendila, zwanemu Narsil.
Po tej klęsce Sauron wycofał się do Barad-dûr. W ślad za nim do Mordoru wkroczyli sojusznicy i rozpoczęli oblężenie twierdzy Władcy Ciemności.
Bitwa na Dagorlad, choć nie zakończyła wojny, była wielkim sukcesem Ostatniego Sojuszu. Być może była to największa batalia całej Drugiej Ery.
Jak się może wydawać pamięć o tym wydarzeniu przez długi czas utrzymywała się wśród różnych ludów Śródziemia, także pośród hobbitów. Mogą o tym świadczyć słowa Golluma: Dawno, dawno temu odbyła się tutaj wielka bitwa, opowiadano o niej (...), kiedy byłem mały, zanim skarb się znalazł. Wielka bitwa. Duzi ludzie, miecze, straszliwi elfowie, wrzask orków. Bili się na równinie pod Czarną Bramą przez długie dni, przez całe miesiące.

## Trzecia Era
Trzecia Era rozpoczęła się po pierwszym upadku Saurona, gdy został pokonany przez Ostatni Sojusz ludzi i elfów po zatopieniu Númenoru. Koniec Trzeciej Ery to ponowne pokonanie Saurona, tym razem na zawsze, w trakcie Wojny o Pierścień.
W Trzeciej Erze rozgrywa się akcja powieści Hobbit, czyli tam i z powrotem, Władca Pierścieni oraz ostatni tekst Silmarillionu pt. Pierścienie Władzy i Trzecia Era.

### Bitwa na polach Gladden
Bitwa stoczona w 2 roku Trzeciej Ery pomiędzy Dúnedainami Isildura a orkami, niedobitkami z armii Saurona. Zakończyła się masakrą oddziału królewskiego i zaledwie trzech spośród Dúnedainów przeżyło starcie. Sam Isildur, usiłował uratować swoje życie, posługując się Pierścieniem, jednak magiczny klejnot zsunął mu się z palca i orkowie zabili monarchę. Pierścień przepadł w wodach Anduiny na ponad 2000 lat.
Przebieg bitwy
Isildur maszerował z Osgiliath wschodnim brzegiem Anduiny, chcąc dotrzeć przez Wysoką Przełęcz w Górach Mglistych do Arnoru. Miał do dyspozycji dwustu, zaprawionych w boju, pieszych żołnierzy (w tym około dwudziestu łuczników). U jego boku znajdowali się także trzej synowie – Elendur, Aratan i Ciryon. Oddział ten dysponował jeszcze dziesięcioma niewielkimi konikami, które niosły zaopatrzenie.
Pod koniec trzydziestego dnia podróży (4 października), gdy Isildur wraz ze swymi ludźmi mijał północny skraj pól Gladden, zaatakowali go nagle orkowie, w liczbie około dwóch tysięcy, którzy ukrywali się w Wielkim Zielonym Lesie. Isildur, dręczony złymi przeczuciami, powierzył szczątki Narsila swemu giermkowi, Ohtarowi. Nakazał mu, by wraz z dwoma ludźmi, uciekał i ocalił miecz za wszelką cenę. Tej trójce udało się umknąć, nim orkowie rzucili się do walki wręcz.
Dúnedainowie ustawieni w szyku obronnym odparli pierwszy szturm nieprzyjaciół. Ci zaś ponieśli duże straty i cofnęli się w rozsypce. Isildur miał nadzieję, iż zaniechają dalszych ataków, nakazał więc wznowić marsz, zwłaszcza że zachodziło już słońce i zbliżała się noc. Jednak Dúnedainowie uszli tylko milę, gdy orkowie ponownie ruszyli do walki. Udało im się całkowicie otoczyć oddział królewski. Po kilku chwilach rzucili się do zajadłego szturmu ze wszystkich stron. Dúnedainowie, mimo mężnej obrony, nie mieli już szans na ocalenie. W walce padł Ciryon, a śmiertelnie został raniony Aratan. Wówczas Elendur nakłonił ojca, by włożył Pierścień na palec i uciekał.
Po zniknięciu Isildura i światła Gwiazdy Północy, przed którym uciekali orkowie opór jego żołnierzy nie trwał już długo i wszyscy zostali zabici. Ocalał tylko Estelmo, giermek Elendura, który legł ogłuszony pod zwałami zwłok. Odnaleźli go Leśni Ludzie, którzy przybyli, by zaatakować orków. Ci jednak dowiedziawszy się o zbliżaniu się nowego przeciwnika, umknęli w bezładzie, ponieśli bowiem bardzo wielkie straty – zginęła około połowa z nich. Spóźniona odsiecz ocaliła jedynie ciała Dúnedainów przed zbezczeszczeniem.
Natomiast Isildurowi udało się dotrzeć do Anduiny, lecz gdy przepływał rzekę, Pierścień zsunął mu się z palca, a orkowie, którzy czuwali na drugim brzegu, zobaczyli światło Elendilmira na czole Isildura i zabili go strzałami z łuku.
Bitwa na polach Gladden była klęską, która bardzo osłabiła Arnor. Miała też wielki wpływ na dalsze dzieje Śródziemia, bowiem to w jej trakcie zaginął, na ponad 2000 lat, Jedyny Pierścień.
Bitwa w ekranizacji Petera Jacksona
W wersji kinowej bitwa ogranicza się praktycznie do krótkiej migawki: Isildur, prowadzi swój oddział, złożony z jeźdźców, przez las, gdy nagle atakują go orkowie. Jeden z nich zrzuca monarchę z konia. Chwilę później na ekranie pojawia się ciało Isildura przeszyte strzałami, które unosi się na wodzie.
W wersji reżyserskiej filmu, wydanej na DVD, po opisanym wyżej identycznym początku, pokazano dość krótkie sceny walki między ludźmi a orkami. Następnie Isildur, widząc klęskę swoich żołnierzy, wkłada Pierścień na palec i będąc niewidzialnym biegnie do rzeki. Rzuca się w jej nurty, lecz klejnot zsuwa mu się z palca, a orkowie zauważają rycerza i zabijają go strzałami z łuków.

### Waśń Rodzinna
Informacje na jej temat przedstawiono w Dodatkach do trzeciego tomu Władcy Pierścieni.
- W angielskim oryginale – Kin-strife
- Przekład Marii Skibniewskiej – Waśń Rodzinna
- Przekład Jerzego Łozińskiego – Wojna Bratobójcza
- Przekład Marii i Cezarego Frąców – Waśń Rodzinna

Wielka wojna domowa, która toczyła się w Gondorze w latach 1432–1448 Trzeciej Ery.
Jej powodem była wzrastająca wrogość możnych Gondorczyków do Nortów, ludzi z Rhovanionu, faworyzowanych przez króla Valacara i piastujących wysokie stanowiska w armii Południowego Królestwa. Do tego nałożyła się niechęć do następcy tronu Eldacara, którego uważano za „gorszego” Dúnadana z powodu „mieszanego” pochodzenia, bowiem jego matką była Vidumavi, pochodząca z ludu Nortów. Nie wszyscy więc uznawali go za godnego objęcia tronu.
Pierwsze walki zaczęły się już w ostatnim roku życia Valacara (1432), gdy wybuchł bunt w południowych prowincjach. Jednak na pełną skalę wojna domowa rozpętała się po śmierci monarchy, gdy Eldacar wstąpił na tron. Buntownicy, z których najmożniejszy był Castamir, oblegli monarchę w Osgiliath. Ostatecznie, po pięciu latach oblężenia (1432 – 1437), zdobyli miasto. Eldacar zdołał jednak uciec do Rhovanionu, lecz śmierć poniósł jego starszy syn, Ornendil. Rządy w państwie objął Castamir. Nie trwały one długo – po dziesięciu latach (1447) Eldacar powrócił do królestwa (na czele armii Nortów i Gondorczyków z północnych prowincji) i w bitwie u brodów na Erui pokonał i zabił uzurpatora. Po tej klęsce synowie Castamira, wraz z resztkami zwolenników ojca, schronili się w Pelargirze, gdzie bronili się do 1448 roku. Wtedy to odpłynęli do Umbaru i założyli tam własne państewko. Eldacar nie dysponował flotą, więc nie mógł temu przeszkodzić.
Waśń Rodzinna spowodowała wielkie spustoszenie w Gondorze i bardzo osłabiła królestwo, które w późniejszych latach zostało uwikłane w wojny z nowymi władcami Umbaru.

#### Bitwa u brodów na Erui
- W angielskim oryginale – Battle of the Crossings of Erui
- Przekład Marii Skibniewskiej – Bitwa u brodu na Erui
- Przekład Jerzego Łozińskiego – Bitwa nad Brodami Erui
- Przekład Marii i Cezarego Frąców – Bitwa u brodu na Erui

Bitwa stoczona w 1447 roku Trzeciej Ery pomiędzy wojskami Eldacara a armią Castamira. Była decydującym starciem w wojnie domowej w Gondorze, tak zwanej Waśni Rodzinnej.
Wielka armia Eldacara, licząca zapewne kilkadziesiąt tysięcy żołnierzy, maszerowała z Minas Anor na Pelargir, główny ośrodek buntowników. W jej skład wchodzili głównie Nortowie, choć nie brakowała też Gondorczyków, zwłaszcza tych z północnych prowincji państwa, takich jak Calenardhon, Anórien czy Ithilien. Siły te przy brodach na rzece Erui napotkały wojska Castamira, które zapewne były porównywalnej liczebności, przy czym żołnierze uzurpatora pochodzili głównie z południowych prowincji. Doszło do zaciętej i krwawej bitwy. Szczegóły jej przebiegu nie są bliżej znane, lecz wiadomo, że w walce poległo wielu przedstawicieli najszlachetniejszych gondorskich rodów, a Eldacar własnoręcznie zabił Castamira.
Bitwa ta przesądziła o wyniku Waśni Rodzinnej, choć zwycięstwo Eldacara nie było całkowite, ponieważ synowie uzurpatora wraz z jego ocalałymi zwolennikami zdołali uciec do Pelargiru, gdzie bronili się przez długi czas.

### Wielki Mór
Wydarzenie opisane w Dodatkach do trzeciego tomu Władcy Pierścieni i w Niedokończonych opowieściach (tekst Cirion i Eorl. Przyjaźń Gondoru z Rohanem).
- W angielskim oryginale – Great Plague / Dark Plague
- Przekład Marii Skibniewskiej – wielki mór / Czarna Plaga
- Przekład Jerzego Łozińskiego – Wielka Zaraza / Czarna Zaraza
- Przekład Marii i Cezarego Frąców – Wielka Zaraza / Czarna Plaga

Straszliwa zaraza, która nawiedziła Śródziemie w latach 1635–1637 Trzeciej Ery.
Nadciągnęła ze wschodu zimą 1635 roku, gdzie wcześniej zadała poważne straty Easterlingom (być może dotknęła również Haradrimów). Spustoszyła Rhovanion i Gondor (1636), po czym przesunęła się na północ do Eriadoru. Wyniszczyła ludność Cardolanu oraz ciężko dotknęła hobbitów z Shire’u (1637). W północnych prowincjach Arthedainu nie poczyniła już większych strat, gdyż wyraźnie straciła na sile.
Konsekwencje Wielkiego Moru były bardzo poważne. Upadło królestwo Cardolanu, natomiast Nortowie i Gondor zostali bardzo osłabieni. Zaprzestano też pilnowania Mordoru. Było to na rękę Sauronowi, można więc przypuszczać, iż to on wywołał zarazę.
Zwano ją też Czarną Zarazą i Czarną Plagą (to ostatnie określenie stosowali hobbici).

### Bitwa na Równinach
Wydarzenie wspomniane w Dodatkach do trzeciego tomu Władcy Pierścieni. Nieco więcej informacji dotyczących tej bitwy zawarto w Niedokończonych opowieściach (tekst Cirion i Eorl. Przyjaźń Gondoru z Rohanem).
- W angielskim oryginale – Battle of the Plains
- Przekład Pauliny Braiter i Agnieszki Sylwanowicz – Bitwa na Równinach
- Przekład Radosława Kota – Bitwa na Równinach

Batalia stoczona w 1856 roku Trzeciej Ery pomiędzy wojskami Gondoru a Woźnikami.
W obliczu podboju wschodniej i południowej części Rhovanionu przez Woźników oraz ich ataków na terytorium Gondoru, król Narmacil II zorganizował wielką armię, liczącą zapewne kilkanaście czy kilkadziesiąt tysięcy żołnierzy. Poprowadził ją następnie na rozległe równiny, rozciągające się w kierunku południowym od Mrocznej Puszczy. Do wojsk monarchy przyłączyli się rozproszeni Nortowie (może w liczbie kilku tysięcy) pod wodzą Marhariego, potomka Vidugavii.
Właśnie na obszarze równin siły te starły się z Woźnikami, prawdopodobnie mającymi pod bronią kilkadziesiąt tysięcy wojowników. Doszło do krwawej bitwy. Szczegóły jej przebiegu nie są znane. Wiadomo tylko, że w walce zginął Narmacil, a jego zdziesiątkowane oddziały musiały rozpocząć odwrót. Gondorczyków, cofających się przez równinę Dagorlad do Ithilien, od całkowitego pogromu ocalili Nortowie, którzy w straży tylnej, osłaniali odwrót. Właśnie walcząc w ariergardzie poległ Marhari.
Konsekwencją tej bitwy była utrata przez Gondor wszystkich prowincji leżących na wschód od Anduiny poza Ithilien. Nortowie stali się niewolnikami Woźników, a ich ziemie zostały zagarnięte przez najeźdźców. Część Nortów pod wodzą Marhwiniego, syna Marhariego, udała się do doliny Anduiny, dając początek Éothéodom. Należy wspomnieć, iż Woźnicy również ponieśli bardzo wysokie straty w tej batalii, na pewien czas musieli zaniechać dalszych podbojów.

### Bitwa na Dagorlad (1899)
Wydarzenie wspomniane w Dodatkach do trzeciego tomu Władcy Pierścieni. Więcej informacji na ten temat zawarto w Niedokończonych opowieściach (tekst Cirion i Eorl. Przyjaźń Gondoru z Rohanem).
Bitwa stoczona w 1899 roku Trzeciej Ery pomiędzy wojskami Gondoru a Woźnikami.
Król Gondoru Calimehtar, wiedząc o planowanym przez Woźników ataku na prowincję Calenardhon, postanowił rozpocząć działania wojenne. Duże nadzieje wiązał z przygotowywanym przez Nortów w Rhovaninie powstaniem, które miało wyzwolić ich spod władzy Woźników. Na czele swej armii (liczącej zapewne kilkanaście – kilkadziesiąt tysięcy żołnierzy) wyruszył z Ithilien i pomaszerował w głąb Rhovanionu, chcąc sprowokować wroga do ataku całością jego sił. Następnie zaczął się wycofywać, odciągając Woźników (najpewniej kilkadziesiąt tysięcy wojowników) od ich siedzib.
W końcu na równinie Dagorlad doszło do bitwy. Była ona bardzo zacięta, lecz początkowo żadna ze stron nie była w stanie osiągnąć zwycięstwa. Calimehtar wysłał więc część swojej kawalerii, która połączyła się z sojuszniczymi Éothédami pod wodzą Marhwiniego (zapewne w liczbie kilku tysięcy). Razem jeźdźcy uderzyli na flanki i tyły Woźników. Atak ten przesądził o zwycięstwie Gondoru. Woźnicy rzucili się do bezładnej ucieczki na północ, a Marhwini ścigał ich aż do obrzeży Mrocznej Puszczy.
Bitwa na Dagorlad zapewniła Gondorowi kilkadziesiąt lat pokoju, choć Woźnicy nie zostali ostatecznie pokonani i wciąż stanowili zagrożenie.

### Bitwa na Dagorlad (1944)
Wydarzenie wspomniane kilkukrotnie w Dodatkach do trzeciego tomu Władcy Pierścieni. Dokładny opis batalii zawarto w Niedokończonych opowieściach (tekst Cirion i Eorl. Przyjaźń Gondoru z Rohanem).
Bitwa stoczona w dniach 12 – 13 lipca 1944 roku Trzeciej Ery pomiędzy wojskami Gondoru a Woźnikami.
Król Ondoher wiedząc o zagrożeniu ze strony Woźników, zmobilizował swoje wojska i na czele tzw. Armii Północy (liczącej zapewne kilkanaście tysięcy żołnierzy, razem z posiłkowym oddziałem Éothéodów) ruszył w stronę równiny Dagorlad. Na początku kolumny maszerowała straż przyboczna monarchy, dalej siły główne, a następnie oddziały prawego i lewego skrzydła,dowodzone odpowiednio przez Minohtara i Adrahila. Wojska te poruszały się jednak zbyt wolno, tymczasem Woźnicy zebrawszy swoje siły, zapewne liczące kilkadziesiąt tysięcy wojowników (w tym oddziały sojuszników z Khandu), szybkim marszem posuwali się wzdłuż Ered Lithui.
Gdy więc czołówka gondorskiej armii dotarła dopiero do wież strażniczych Zębów Mordoru (12 lipca), nadciągnęła liczna straż przednia nieprzyjaciela, złożona z kawalerii i ciężkich rydwanów. Ondoher był całkowicie zaskoczony nagłym pojawieniem się wroga. Zdołał jedynie wysłać gońca z ostrzeżeniem do Minohtara i prowizorycznie ustawić swoich żołnierzy wokół niskiego wzgórza, na którym miał swoje stanowisko. Nie na wiele to się stało – straszliwa szarża Woźników rozniosła oddziały przyboczne króla. Sam Ondoher, wraz ze swym starszym synem Artamirem, zginął w tej masakrze. Nacierający dalej Woźnicy wbili się w kolejne nieuszykowane jednostki Gondoru, część z nich zmuszając do ucieczki wprost na maszerujące z tyłu szeregi, a część spychając w stronę Martwych Bagien. Tak właśnie stało się z oddziałem Éothéodów, w którym walczył Faramir, drugi syn króla – zginął on właśnie w okolicy bagien.
Woźnicy, osiągnąwszy wielki sukces, wstrzymali dalsze natarcie i zawrócili, by dołączyć do nadciągających sił głównych. W tym czasie dowództwo nad Gondorczykami przejął Minohtar. Nakazał on Adrahilowi, by z lewym skrzydłem i częścią prawego, wycofał się na nową linię obrony, między wyspą Cair Andros a górami Ephel Dúath. By osłonić ten manewr, Minohtar sformował ze swoich żołnierzy i niedobitków czołowych oddziałów straż tylną. Na jej czele zajął pozycję w głębokim wąwozie, przez który przebiegał gościniec, prowadzący do Ithilien. Liczył na to, iż uda mu się zaskoczyć przeciwnika. Tymczasem Woźnicy ruszyli do ataku całością sił. Ryczący pieśń zwycięstwa, wciąż pełni euforii byli przekonani o swoim triumfie i łatwo wpadli w zasadzkę. Ponieśli znaczne straty i musieli się cofnąć. Minohtar skutecznie bronił tej pozycji przed kolejnym atakami aż do wieczora 13 lipca. Wtedy to, mający liczebną przewagę, Woźnicy rozbili Gondorczyków i wdarli się do Ithilien. W walce tej poległ Minohtar. Resztki jego żołnierzy uciekły do Adrahila. Natomiast Woźnicy zaniechali pościgu i rozbili obóz.
Bitwa na Dagorlad była jedną z największych klęsk w dziejach Gondoru i omal nie doprowadziła do upadku tego królestwa.

### Bitwa o Obóz
Bitwa stoczona 14 lipca 1944 roku Trzeciej Ery pomiędzy wojskami Gondoru a Woźnikami.
Woźnicy (niewątpliwie kilkadziesiąt tysięcy wojowników) wtargnęli do Północnego Ithilien. Wcześniej, w bitwie na Dagorlad, rozgromili wojska króla Ondohera (Armię Północy). Byli przekonani o pełnym zwycięstwie i całkowitej bezbronności Gondoru. Zaniechawszy dalszego pościgu, rozbili obóz, a ich wódz (nieznany z imienia) wyprawił ucztę dla swych wojowników, nie dbając o wystawienie straży.
Tymczasem gondorski wódz Eärnil, nadciągający na czele Armii Południa (z którą pokonał wcześniej Haradrimów), zebrał na nowo rozbite oddziały z Armii Północy, będące zapewne pod dowództwem Adrahila. Z całością tych sił (zapewne kilkanaście tysięcy żołnierzy) z zaskoczenia uderzył na nieprzygotowanych Woźników. Rozbił ich już w pierwszym ataku i podpalił obozowisko wrogów. Ogarnięci paniką Woźnicy zaczęli uciekać z Ithilien, kierując się na wschód. Część z nich utonęła na Martwych Bagnach, zepchnięta tam przez gondorski pościg.
Bitwa o Obóz ocaliła Południowe Królestwo od całkowitego upadku i utorowała Eärnilowi drogę do tronu. Natomiast Woźnicy zostali ostatecznie pokonani i już nigdy nie zagrozili Gondorowi.

### Bitwa pod Fornostem
Bitwa stoczona w 1975 roku Trzeciej Ery, pomiędzy Armią Zachodu Eärnura i Círdana a wojskami Angmaru.
W 1975 roku do Szarych Przystani zawinęła flota Gondoru pod dowództwem Eärnura, syna króla Eärnila II. Na pokładach jej statków znajdowały się liczne oddziały, wysłane przez monarchę dla wsparcia zagrożonego Arthedainu. Było już jednak za późno, bowiem królestwo to został podbite przez wojska Angmaru zimą 1974 roku. Mimo to Gondorczycy nie wycofali się. Przyłączył się do nich Círdan, wraz elfami z Lindonu oraz resztki Dúnedainów z dawnego Arnoru, zapewne pod dowództwem Aranartha. W skład tych wojsk wchodził też podobno oddział hobbitów z Shire’u.
Całość tych sił, zwanych Armią Zachodu (liczących zapewne kilkanaście tysięcy żołnierzy), przeprawiła się przez rzekę Lhûn i pomaszerowała na Fornost, który był teraz siedzibą Czarnoksiężnika, władcy Angmaru. Ten zaś, pewny siebie, ruszył na spotkanie przeciwnika, przekonany, iż gwałtownym uderzeniem swoich wojsk (mających zapewne przewagę liczebną) zmiażdży Armię Zachodu.
Do bitwy doszło na równinie pomiędzy jeziorem Nenuial a Północnymi Wzgórzami. Żołnierze Eärnura i Círdana nie dali się zaskoczyć i stawili twardy opór natarciu Angmaru. W toku długiej, zaciętej walki, podwładni Czarnoksiężnika zaczęli się załamywać i cofać ku Fornostowi. Podczas odwrotu jednak zaatakowała ich konnica Gondoru, która przebyła Góry Evendim i okrążyła jezioro Nenuial. Atak ten przesądził o wyniku batalii. Resztki wojsk Angmaru zaczęły uciekać do Carn Dûm, jednak dopadli ich jeźdźcy Eärnura oraz zastęp elfów z Rivendell pod wodzą Glorfindela, który przybył na pomoc. Nastąpił całkowity pogrom niedobitków. W tym momencie nagle sam Czarnoksiężnik zjawił się na polu bitwy i rzucił się do ataku na Eärnura. Ten zaś nie stawił mu czoła, bowiem przerażony koń poniósł go. Czarnoksiężnik zaśmiał się, a nikt z ludzi, którzy słyszeli ten śmiech, nie mógł odtąd zapomnieć jego grozy. Jednak sam szybko umknął pod osłona zapadającej nocy, gdy do walki z nim stanął Glorfindel.
Bitwa pod Fornostem zakończyła się wielkim zwycięstwem Armii Zachodu i całkowitą klęską Angmaru. Ścigany Czarnoksiężnik wkrótce zniknął z północy Śródziemia, a jego państwo przestało istnieć. Jednak mimo tego zwycięstwa, królestwo Arnoru nie zostało wskrzeszone, bowiem jego ziemie zniszczyły kolejne wojny, a ludność uległa rozproszeniu.
Na polu tej bitwy Glorfindel wypowiedział do Eärnura prorocze słowa, dotyczące Czarnoksiężnika: Nie ścigaj go! Nigdy już nie wróci do tej krainy. Zguba dosięgnie go daleko stąd, nieprędko i nie z ręki męża.

### Niespokojny Pokój
Mianem tym określano dość długi okres, pomiędzy 2063 a 2460 rokiem Trzeciej Ery, kiedy to większość ziem Śródziemia cieszyła się spokojem. Złe siły Władcy Ciemności zaprzestały prowadzenia otwartych i agresywnych działań. Nawet Nazgûle ukryły się w Minas Morgul i nie dawały znaku życia. Niespokojny Pokój zapoczątkowała ucieczka Saurona z Dol Guldur przed Gandalfem, a zakończył powrót Władcy Ciemności do tej warowni, prawie 400 lat później.

### Dziania Białej Rady
Biała Rada utworzona przez władców elfów oraz Istarich w celu zwalczania Saurona, wkrótce po tym jak wrócił do Dol Guldur.
Pomysł nie był oryginalny, gdyż podobna Rada istniał już w Drugiej Erze - jej spotkanie odbyło się w 1701 roku w Rivendell. Postanowiono wtedy, że stanie się ono główną warownią elfów na wschodzie, a Gil-Galad przekazał Vilyę Elrondowi i mianował go swoim namiestnikiem w Eriadorze.
W skład Białej Rady wchodzili Istari: Saruman, Gandalf i Radagast, władcy elfów: Galadriela, Círdan, Elrond, Thranduil, oraz „najdostojniejsi Eldarowie”, m.in. Glorfindel i Erestor. Spotkania rady zwoływane były od 2463 do 2953 roku Trzeciej Ery.
Pierwsze spotkanie odbyło się na prośbę Galadrieli, trzy lata po tym, jak Sauron wrócił do Dol Guldur. Przewodniczącym Rady został Saruman, ze względu na najlepszą znajomość działań Saurona. Galadriela wolała na tym stanowisku Gandalfa. W tym samym czasie Déagol odnalazł Jedyny Pierścień. Po trzystu latach Gandalf zainteresował się hobbitami, pomógł im przetrwać zimę 2758–2759, a w 2759 Saruman osiadł w Isengardzie, strategicznej twierdzy chroniącej Eriador i zachodnią granicę Gondoru od napaści ze wschodu.
W 2850, pięć lat po odebraniu Thráinowi ostatniego z pierścieni krasnoludzkich, Gandalf przybył do Dol Guldur i dowiedział się, że to Sauron zbiera tam siły, szuka pierścieni i dziedzica Isildura. W następnym roku odbyło się kolejne zebranie Białej Rady, na którym Gandalf przekonywał do ataku na Dol Guldur. Saruman jednak nie dopuścił do tego licząc, że Pierścień sam zechce być znaleziony i ujawni się. W tym też czasie zaczął na własną rękę szukać Pierścienia.
W 2939 Saruman zauważył, że Sauron wie, co stało się z Pierścieniem w pierwszych latach Trzeciej Ery i że jego słudzy przeszukują okolice Pól Gladden. Saruman zachował tę informację dla siebie. Dwa lata później Gandalf spotkał Thorina w Shire, nastąpiły wydarzenia opisane w Hobbicie: Bilbo Baggins odnalazł Jedyny Pierścień, rozegrała się Bitwa Pięciu Armii, pokonano Smauga i armię orków z Gór Mglistych pod wodzą Bolga. W międzyczasie Gandalf zaczął poważnie obawiać się napaści z Dol Guldur na Lothlórien, ponowił propozycję zaatakowania Saurona, na co Saruman przystał, ponieważ zrezygnował z pozostawiania Sauronowi możliwości szukania Pierścienia. W wyniku ataku Sauron został zmuszony do opuszczenia tej twierdzy (i wycofał się do Mordoru).
W 2951 Sauron zaczął działać otwarcie, rozpoczął odbudowę Barad-dûru, a Nazgûle otrzymały rozkaz odbicia Dol Guldur. W następnym roku odbyło się ostatnie spotkanie Białej Rady, na którym Saruman przekonywał, że Pierścień popłynął do Morza. Po spotkaniu zaczął umacniać Isengard i wysyłać szpiegów do Shire i Bree, w czym pomagał mu Radagast, przekonany o dobrej woli Sarumana. Około 50 lat później Saruman zdradził Białą Radę, kiedy za pomocą palantíru przedstawił Sauronowi informację, że miejscem otoczonym szczególną ochroną jest Shire. Odtąd współpracował z Sauronem. W marcu 3019, w czasie wojny o Pierścień, został za tę zdradę wykluczony z Białej Rady przez Gandalfa.
Obrady Białej Rady pojawiły się w ekranizacji Hobbita.

### Bitwa na polach Celebrantu
Batalia stoczona 15 kwietnia 2510 roku Trzeciej Ery na polach Celebrantu, pomiędzy dzikimi ludźmi ze wschodu zwanymi Balchothami i orkami a wojskami Gondoru oraz wspierającymi ich Éothéodami.
Wspominają o niej bohaterowie Władcy Pierścieni. Informacje na jej temat znajdują się też w Dodatkach do powieści oraz w Niedokończonych opowieściach.
Za rządów namiestnika Ciriona słabnący Gondor stale atakowany był przez Balchothów. Gdy więc Cirion dowiedział się o planowanej przez nich wielkiej inwazji na prowincję Calenardhon, wysłał do Eorla Młodego, władcy Éothéodów, gońców z prośbą o pomoc. Nie miał jednak wielkiej nadziei, że jego wysłannicy zdołają przekazać wiadomość, bowiem musieli przebyć tereny kontrolowane przez wroga. Sam zmobilizował niewielką armię (liczącą zapewne kilka tysięcy ludzi) i ruszył do Calenardhonu, by bronić linii rzeki Anduiny przed spodziewanym atakiem.
Było jednak za późno – w tym czasie Balchothowie (najpewniej w liczbie kilkunastu tysięcy wojowników) przekroczyli już za pomocą wielu łodzi i tratew Wielką Rzekę i łatwo zdobyli strzegące jej forty. Maszerującej armii Ciriona odcięli drogę odwrotu na południe. W toku zaciętej walki Gondorczycy zostali zepchnięci przez nich nad rzekę Limlight. Wtedy to, być może w wyniku ustalonego wcześniej planu, na ich tyły uderzyła banda orków z Gór Mglistych (kilkutysięczna?). Wojska Gondoru musiały cofnąć się nad Anduinę, gdzie zostały okrążone. Otoczona armia nie miała szans na wygraną, lecz właśnie w tym momencie niespodziewanie nadciągnęła odsiecz – Eorl na czele 7000 jeźdźców (i kilkuset konnych łuczników) przeprawił się przez Płycizny i uderzył na tyły Balchothów oraz orków. Losy bitwy odmieniły się błyskawicznie, a wrogowie zaczęli uciekać w popłochu, ścigani przez Éothéodów, którzy wkrótce całkiem ich wybili.
Bitwa na polach Celebrantu była jedną z ważniejszych bitew Trzeciej Ery, zwłaszcza dla Gondoru, który został ocalony przed podbojem Balchothów. W podzięce Cirion oddał Éothédom Calenardhon, nazwany później Rohanem, zyskując sobie wiernych sojuszników.

### Przysięga Eorla
Wydarzenie wspominane we Władcy Pierścieni, dokładnie opisane w Niedokończonych opowieściach (tekst Cirion i Eorl. Przyjaźń Gondoru z Rohanem).
Przysięga którą złożył Eorl Młody, władca Éothéodów, Cirionowi, namiestnikowi rządzącemu Gondorem. Wydarzenie to miało miejsce na górze Amon Anwar, w trzy miesiące po bitwie na polach Celebrantu (2510 rok Trzeciej Ery).
W przysiędze tej Eorl zobowiązywał siebie i swoich następców do zachowywania przyjaźni z Gondorem i udzielania mu pomocy w potrzebie. W zamian za to Éothéodzi mogli osiedlić się w prowincji Calenardhon i założyć tam własne królestwo, które później nazwano Rohanem.
Poza Eorlem i Cirionem świadkami przysięgi byli: Hallas, syna namiestnika, książę Dol Amrothu (nieznany z imienia), dwaj członkowie Rady Gondoru, Éomund i dwaj wyżsi dowódcy wojsk Éothéodów oraz giermkowie obu władców.
Eorl wypowiedział słowa przysięgi w języku swego ludu, stojąc przy grobie Elendila Wiernego. W przekładzie na Wspólną Mowę brzmiały one następująco:
Słuchajcie mnie teraz wszyscy ludzie, którzy nie skłaniacie się przed Cieniem na Wschodzie. Oto dzięki darowi władcy Mundburga zamieszkamy w krainie zwanej Calenardhon, a ja przysięgam we własnym imieniu i w imieniu Éothéodów z Północy, że między nami a Wielkimi Ludźmi Zachodu trwała będzie po wsze czasy przyjaźń: ich wrogów uznamy za naszych własnych, ich potrzeby staną się naszymi i jakiekolwiek zło, groźba lub napaść zawiśnie nad nimi, wesprzemy Gondor ze wszystkich sił. Przysięga ta wiąże też moich następców, którzy po mnie zapanują w nowej krainie, i niech dotrzymają słowa, by nie padł na nich Cień i by sami nie zostali przeklęci.
Przysięga Eorla była odtąd podstawą sojuszu Rohanu z Gondorem. Dzień, w którym ją złożono, uchodził symbolicznie za początek istnienia królestwa Rohanu. Gdy w Gondorze przestali rządzić namiestnicy, przysięga została odnowiona przez króla Éomera wobec Elessara, nowego władcy Południowego Królestwa. Miało to miejsce ponownie na górze Anwar, bądź to w ostatnich latach Trzeciej Ery, bądź na początku Czwartej Ery.

### Przysięga Ciriona
Wydarzenie opisane w Niedokończonych opowieściach (tekst Cirion i Eorl. Przyjaźń Gondoru z Rohanem).
- W angielskim oryginale – Oath of Cirion
- Przekład Pauliny Braiter i Agnieszki Sylwanowicz – Przysięga Ciriona
- Przekład Radosława Kota – Przysięga Ciriona

Przysięga którą złożył Cirion, namiestnik rządzący Gondorem, Eorlowi Młodemu, władcy Éothéodów. Wydarzenie to miało miejsce na górze Amon Anwar, w trzy miesiące po bitwie na polach Celebrantu (2510 rok Trzeciej Ery).
W przysiędze tej Cirion zobowiązywał siebie i swoich następców do zachowywania przyjaźni z Rohanem (jak później nazwano państwo Éothéodów) i udzielania temu królestwu pomocy w potrzebie. Przysięga ta miała obowiązywać „aż do powrotu króla”.
Na koniec Cirion dodał w języku quenya:
Vanda sina termaruva Elenna•nórëo alcar enyalien ar Elendil Vorondo voronwë.

Nai tiruvantes i hárar mahalmassen mi Númen ar i Eru i or ilyë mahalmar eä tennoio.
W przekładzie na Wspólną Mowę:
Ta przysięga istniała będzie na pamiątkę chwały Kraju Gwiazdy i losu Elendila Wiernego.
Strzec jej będą władcy zasiadający na tronach Zachodu i Ten, który jest ponad wszelkimi tronami na wieczność.
Przysięga Ciriona była formą odpowiedzi na złożoną wcześniej Przysięgę Eorla. Jako że straciła moc po przywróceniu władzy monarszej w Gondorze, król Elessar odnowił ją wobec króla Rohanu Éomera. Miało to miejsce ponownie na górze Anwar, bądź to w ostatnich latach Trzeciej Ery, bądź na początku Czwartej Ery.

### Bitwa na Zielonych Polach
Wydarzenie wspominane w Hobbicie oraz we Władcy Pierścieni.
- W angielskim oryginale – Battle of Greenfields
- Przekład Marii Skibniewskiej – Bitwa na Zielonych Polach
- Przekład Jerzego Łozińskiego – Bitwa na Łąkach
- Przekład Marii i Cezarego Frąców – Bitwa o Zielone Pola

Batalia stoczona w 2747 roku Trzeciej Ery pomiędzy hobbitami a orkami.
Banda orków z Góry Gram, pod wodzą niejakiego Golfimbula, wtargnęła na ziemie Północnej Ćwiartki Shire’u. W okolicach Zielonych Pól natknęła się na hobbitów dowodzonych przez Bandobrasa „Bullrorera” Tuka. Szczegóły starcia, do jakiego doszło, nie są bliżej znane. Z hobbickich przekazów wynika, iż Bandobras konno poprowadził szarżę, która rozbiła orków. Zabił też Golfimbula, ponoć strącając jego głowę drewnianym kijem.
Bitwa na Zielonych Polach była jedyną batalią, jaką stoczono w granicach Shire’u do czasu Wojny o Pierścień.

### Długa Zima
Wydarzenie krótko wspomniane we Władcy Pierścieni. Więcej informacji na jego temat zawarto w Dodatkach do trzeciego tomu tej powieści, jak i w tekście Wyprawa do Ereboru, zawartym w Niedokończonych opowieściach.
- W angielskim oryginale – Long Winter / Days of Dearth
- Przekład Marii Skibniewskiej – Długa Zima / Chude Lata
- Przekład Jerzego Łozińskiego – Długa Zima / Głodne Lata
- Przekład Marii i Cezarego Frąców – Długa Zima / Chude Lata

Zima na przełomie roku 2758 i 2759 Trzeciej Ery, która trwała pięć miesięcy (od listopada do marca) i była niezwykle ostra, przynosząc wielkie opady śniegu. Objęła przede wszystkim Eriador i Rohan, dotknęła też w pewnym stopniu Gondor. Właśnie w tym czasie królestwo to przeżywało najazd Korsarzy z Umbaru, a Rohan został prawie całkiem zajęty przez Dunlendingów. Wielu mieszkańców tych terenów zmarło z zimna lub z głodu, który szalał zarówno podczas zimy, jak i po niej. Długa Zima dotknęła też ciężko Shire. Na pomoc hobbitom tam mieszkającym, pośpieszył wówczas czarodziej Gandalf. Tak wspominał ich sytuację po latach: Naprawdę kiepsko było wtedy z nimi, popadli w tarapaty jak rzadko. Najpierw umierali z zimna, a potem nadeszły dni wielkiego głodu. Przy tej okazji niejeden mógł poznać ich wielki hart ducha i gotowość, z jaką wspierali się wzajemnie. Przetrwali tylko dzięki solidarności i nieskłonnej do narzekań wytrwałości.
Mieszkańcy Shire’u zwali okres trwania tej zimy i głodu po niej, mianem Chudych Lat.

### Wojna krasnoludów z orkami
Wydarzenie opisane w Dodatkach do trzeciego tomu Władcy Pierścieni.
- W angielskim oryginale – War of the Dwarves and Orcs
- Przekład Marii Skibniewskiej – wojna krasnoludów z orkami[75]
- Przekład Jerzego Łozińskiego – wojna pomiędzy krzatami a orkami
- Przekład Marii i Cezarego Frąców – wojna krasnoludów z orkami

Krwawy konflikt zbrojny pomiędzy krasnoludami a orkami z Gór Mglistych, który miały miejsce w latach 2793–2799 Trzeciej Ery.
 Przyczyna
Jego bezpośrednią przyczyną była śmierć Thróra, króla plemienia Durina w 2790 roku. Stary monarcha, od dłuższego czasu tułający się po Śródziemiu, wraz z częścią swoich poddanych, postanowił powrócić do Morii – dawnej siedziby Durinowego plemienia, porzuconej w 1981 roku. Oddał synowi Thráinowi ostatni z Siedmiu Pierścieni i wraz z przyjacielem Nárem wyruszył do kopalni. Wejście w podziemia przypłacił jednak życiem. Został bowiem zabity przez Azoga, przywódcę orków, zajmujących Morię. Azog na odrąbanej głowie Thróra wypalił swoje imię, a ciało kazał poćwiartować i rzucić na pastwę padlinożernych ptaków. Nára oszczędził, by ten zaniósł innym krasnoludom wieści o tym zdarzeniu, wraz z obelżywym posłaniem wodza orków:Tak oto przyjmuję żebraka, jeśli zamiast czekać pokornie pod drzwiami wślizguje się do wnętrza i próbuje kraść. Każdy z was, który by ośmielił się kiedykolwiek wetknąć tutaj swoją wstrętną brodę, dostanie taką samą nauczkę. Idź i powiedz to swoim!. A jeżeli jego krewniacy są ciekawi, kto teraz panuje w Morii, mogą imię króla odczytać na twarzy tego żebraka. Wypisałem je! Zabiłem go! Ja tutaj jestem panem.
Przygotowania krasnoludów
Pobratymcy zabitego władcy zareagowali wpierw wielką żałobą, a następnie postanowili go pomścić. Thráin rozesłał posłańców do wszystkich miejsc zamieszkanych przez krasnoludów i rozpoczął przygotowania do wojny. Zajęły one trzy lata, lecz do uzbrojonych członków plemienia Durina, dołączyły także oddziały zebrane spośród pozostałych sześciu plemion. Wszystkich bowiem oburzył czyn Azoga.
Przebieg wojny
Działania wojenne rozpoczęły się w 2793 roku i objęły całe Góry Mgliste. Krasnoludowie po połączeniu swoich sił atakowali kolejne siedziby orków, zaczynając od góry Gundabad i posuwając się dalej na południe. Poszczególne starcia, często toczone w podziemiach wykutych w górach, były bardzo zacięte i krwawe. Obie strony walczyły bez litości, ciemne noce i jasne dni wypełniły się śmiercią i okrucieństwem. Krasnoludowie zwyciężyli dzięki męstwu i dzięki doskonałej broni, a także dlatego, że straszny gniew nie wygasł w ich sercach, gdy tropili Azoga we wszystkich lochach pod górami. Ostatecznie, po sześciu latach zmagań, orkowie schronili się w Morii, dokąd też dotarli ścigających ich wojownicy Thráina. Przed bramami kopalni, doszło do krwawej bitwy w dolinie Azanulbizar (2799 rok). Zakończyła się ona całkowitym zwycięstwem krasnoludów, którzy rozgromili orków. Śmierć poniósł również Azog, który próbował uciec, lecz został zabity przez młodego Dáina Żelazną Stopę, krewnego Thráina.
Skutki wojny
Ta batalia zakończyła krwawą wojnę. Krasnoludowie zrealizowali główny cel: pomścili śmierć Thróra i zabili Azoga. Zarazem na okres ponad 100 lat Góry Mgliste stały się dużo bezpieczniejsze, bowiem wybito większość grasujących tam do tej pory orków. Zwycięstwo to zostało jednak bardzo krwawo okupione: w samej bitwie o Azanulbizar blisko połowa krasnoludzkich wojowników poległa lub odniosła rany. Nie byli także w stanie ponownie zasiedlić Morii, zwłaszcza że nadal czyhał tam Balrog.

#### Bitwa w dolinie Azanulbizar
Bitwa w Azanulbizar, czy też Nanduhirion, to ostatnia i decydująca batalia wojny krasnoludów z orkami, stoczona w 2799 roku Trzeciej Ery.
Krasnoludzka armia pod wodzą Thráina II, licząca być może kilka-kilkanaście tysięcy wojowników, w pościgu za orkami, dotarła do doliny Azanulbizar, położonej u wrót Morii. Tam zgromadziły się wielkie siły orków, najpewniej w liczbie kilkunastu-kilkudziesięciu tysięcy.
Dowodził nimi Azog, który rozstawił swoich żołdaków na górskich zboczach. Dzień tej decydującej bitwy był ciemny, zimny i bezsłoneczny, toteż orkowie, mający lepsze stanowiska do walki, śmiało zaatakowali. Odparli natarcie przedniej straży krasnoludów, które prowadził sam Thráin i zepchnęli ją do lasu, położonego opodal Jeziora Zwierciadlanego.
Choć wkrótce do batalii włączyły się główne siły krasnoludów, nie przyniosło to rozstrzygnięcia. Podczas bardzo krwawej walki, szale bitwy wahały się to na jedną, to na drugą stronę. Dopiero przybyły na końcu zastęp krasnoludów z Żelaznych Wzgórz pod wodzą Náina zmienił sytuację. W gwałtownym ataku przebił się do bramy Morii, gdzie krasnoludowie starli się z gwardią przyboczną Azoga. Podczas zaciętego pojedynku z wodzem orków zginął jednak Náin. Azog wybuchnął śmiechem i zadarłszy głowę, chciał okrzyknąć swój tryumf, lecz nagle głos zamarł mu w gardle. Krasnoludowie bowiem ostatecznie przełamali obronę orków. Ich niedobitki zaczęły uciekać na południe, a gwardia Azoga została wycięta w pień. On sam próbował skryć się w podziemiach Morii, lecz na progu bramy dopadł go Dáin Żelazna Stopa, syn Náina i straszliwym ciosem topora odrąbał mu głowę.
Batalia ostatecznie zakończyła się wielkim zwycięstwem krasnoludów, choć ponieśli oni bardzo duże straty – ledwie połowa z tych, co walczyli w tej bitwie, trzymała się jeszcze na nogach lub mogła żywić nadzieję, że powstanie z ran. Wielką liczbę swoich poległ krasnoludowie musieli spalić na stosach pogrzebowych, bowiem budowa grobów, które zwykli kuć w kamieniu, nie zaś kopać w ziemi, trwałaby kilka lat. Woleli więc oddać zwłoki płomieniom, niż je zostawić na pastwę orków i karmiących się trupami kruków. Jednak dzięki temu zwycięstwu orkowie w Górach Mglistych na dobre kilkadziesiąt lat zostali osłabieni i nie stanowili przez ten czas tak wielkiego zagrożenia jak ongiś. W samej bitwie miało ich zginąć około dziesięciu tysięcy.

### Bitwa u brodów na Porosie
Wydarzenie krótko opisane w Dodatkach do trzeciego tomu Władcy Pierścieni.
Bitwa stoczona w 2885 roku Trzeciej Ery, pomiędzy wojskami Gondoru a Haradrimami.
W 2885 roku, podburzeni przez wysłanników Saurona, Haradrimowie zebrawszy znaczne siły (zapewne kilka-kilkanaście tysięcy wojowników) ruszyli na Gondor. Już wcześniej zajęli prowincję Harondor, a teraz zamierzali wtargnąć do Południowego Ithilien. Namiestnik Túrin II na czele swoich wojsk, najpewniej kilkutysięcznych, stawił im czoła u brodów na rzece Poros. Wspierał go liczny zastęp Rohirrimów, dowodzony przez braci Folcreda i Fastreda, synów króla Folcwine’a.
Do bitwy doszło w okolicy brodów, ale jej przebieg nie jest bliżej znany. Wiadomo jedynie iż Túrin odniósł wielkie zwycięstwo, głównie dzięki walecznym Jeźdźcom Rohanu. W batalii polegli jednak obaj bracia, których pochowano w kurhanie Haudh in Gwanûr.
Bitwa ta na stosunkowo długi czas (w zasadzie do Wojny o Pierścień) zapewniła Gondorowi spokój na południowych granicach.

### Sroga Zima
Zima roku 2911 Trzeciej Ery, bardzo ostra i śnieżna. Objęła ona cały Eriador, na obszarze którego zamarzła większość rzek. Wtedy to białe wilki z północy (najpewniej z terenu Forodwaith) zaatakowały całą krainę, w tym Shire. Wówczas to ostatni raz przed Wojną o Pierścień użyto w Bucklandzie rogu jako sygnału alarmowego.

### Bitwa Pięciu Armii
Bitwa stoczona w 2941 roku Trzeciej Ery pomiędzy armią goblinów i wargów a połączonymi siłami ludzi z Esgaroth, elfów z Mrocznej Puszczy i krasnoludów.
Doszło do niej nieoczekiwanie, już po śmierci smoka Smauga, i była niejako kulminacją wyprawy Thorina Dębowej Tarczy. Zakończyła się ostatecznie wielką klęską goblinów.

### Wojna o Pierścień
Wojna toczona pomiędzy siłami Saurona a Wolnymi Ludami Śródziemia, ludźmi z Gondoru i Rohanu, elfami, krasnoludami i hobbitami, od 3018 do 3019 roku Trzeciej Ery.
W jej trakcie, poza działaniami militarnymi, Sauron usiłował odzyskać Jedyny Pierścień, który zapewniłby mu ostateczne i miażdżące zwycięstwo. Jednak dzięki misji Drużyny Pierścienia magiczny klejnot został zniszczony, a Sauron całkowicie pokonany.

#### Pierwsza bitwa o Osgiliath
Bitwa uznawana za początek Wojny o Pierścień, stoczona pomiędzy siłami Gondoru a armią Saurona w 3018 roku Trzeciej Ery. Jej wynikiem było zajęcie przez żołnierzy Władcy Ciemności wschodniej części Osgiliath. Nazgûlom udało się jednak przeprawić się przez Anduinę i ruszyć na poszukiwanie Jedynego Pierścienia.
Od początku rządów namiestnika Denethora II Gondorczycy kontrolowali wschodnią część zrujnowanego miasta Osgiliath, odbiwszy ją z rąk żołnierzy Mordoru. Utrzymywana tam była załoga, licząca zapewne kilkuset ludzi. W czerwcu 3018 roku, w Osgiliath znajdowali się również Boromir i Faramir, synowie Denethora. Właśnie wtedy z Minas Morgul nadciągnęła armia Wodza Nazgûli. Towarzyszyły jej pozostałe Upiory Pierścienia. Wojska Saurona miały zdecydowaną przewagę liczebną nad Gondorczykami i liczyły zapewne kilka tysięcy żołnierzy (wielu z nich było Easterlingami lub Haradrimami).
Dnia 20 czerwca, pod wieczór lub już w nocy, doszło do bitwy. Armia Mordoru zaatakowała wschodnią część Osgiliath i dość szybko zepchnęła Gondorczyków w stronę Anduiny. Szczególny strach w tym pierwszym natarciu szerzył Wódz Nazgûli. Wedle słów Boromira: „pokonała nas nie tylko liczba wojowników. Była z nimi potęga, której do tamtego czasu nigdy jeszcze nie odczuliśmy. Mówili ludzie, że ją widzieli w postaci olbrzymiego czarnego męża na koniu, który jak gęsty cień pojawiał się w blasku księżyca. A gdziekolwiek się zjawiał szał ogarniał naszych wrogów, a strach padał na najwaleczniejszych spośród nas, tak że i konie i wojownicy uciekali z pola”.
W ten sposób Wódz, wraz z pozostałymi Upiorami, zdołał dotrzeć do mostu, którego Gondorczycy nie zdążyli zniszczyć i spokojnie przedostał się na drugi brzeg. Gdy opuścił pole bitwy, Boromirowi i Faramirowi udało się odepchnąć wrogich żołdaków. Dzięki temu resztki gondorskich jednostek zdołały wycofać się na drugi brzeg, burząc za sobą most. Jednak oddział osłaniający odwrót został zniszczony – ocaleli tylko synowie Denethora i jeszcze dwaj inni żołnierze, którzy przepłynęli rzekę wpław.
Ostatecznie w wyniku bitwy wojska Mordoru zajęły wschodnią część Osgiliath. Jednak nie to było głównym celem Saurona, tylko umożliwienie Nazgûlom przeprawy przez Anduinę, by mogły ruszyć na poszukiwanie Jedynego Pierścienia. Cały atak stanowił „przykrywkę” dla działania Upiorów, jak i próbę wysondowania siły oddziałów Denethora. Te zaś nie były, jak początkowo sądził Władca Ciemności, całkiem słabe i niezdolne do stawienia oporu. Sauron jednak nie wysłał do tej akcji specjalnie dużych sił, choć tak sądzili Gondorczycy.
W ekranizacji Władcy Pierścieni, w reżyserii Petera Jacksona, bitwa ta nie została przedstawiona. Jedynie w wersji reżyserskiej filmu Dwie wieże, wydanej na DVD, pokazana jest scena przemowy Boromira do gondorskich żołnierzy w Osgiliath po zakończeniu walki. Wszyscy świętują odniesienie zwycięstwa nad siłami Mordoru, które zostały zmuszone do odwrotu.

#### Narada u Elronda
Spotkanie, które odbyło się w 25 października 3018 roku Trzeciej Ery w Rivendell. Jego celem było omówienie sprawy Pierścieni Władzy, w szczególności Jedynego Pierścienia. Brali w nim udział przedstawiciele Wolnych Ludów Śródziemia, zarówno wezwani na Naradę, jak i ci, którzy trafili do Rivendell w innych okolicznościach.
Wśród znaczących uczestników Narady znaleźli się:
- elfowie: Elrond (który przewodniczył obradom), Erestor (główny doradca Elronda) Elladan i Elrohir (synowie Elronda), Glorfindel, Galdor (wysłannik Círdana) oraz Legolas (wysłannik Thranduila)
- ludzie: Aragorn oraz Boromir (który poszukiwał wyjaśnienia snu, który kilkakrotnie przyśnił się jego bratu i raz jemu samemu)
- krasnoludowie: Glóin (przynoszący z Samotnej Góry wieści o wysłanniku Mordoru, szukającym u krasnoludów wieści o Pierścieniu) i Gimli (syn Glóina, towarzyszący ojcu)
- hobbici: Frodo Baggins, Bilbo Baggins (pierwszy powiernik Pierścienia) oraz niezaproszony Samwise Gamgee
- Gandalf

Zgromadzeni wysłuchali całej znanej historii Jedynego Pierścienia i prób odzyskania go przez Saurona, zapoznali się ze stanem spraw na Zachodzie, dowiedzieli się o zdradzie Sarumana, ucieczce Golluma i wojennych przygotowaniach Saurona. Wśród wysuwanych propozycji co do losów Jedynego Pierścienia znalazło się wysłanie go za Belegaer, ciśnięcie go w morze, a także oddanie na przechowanie Tomowi Bombadilowi. Ostatecznie zdecydowano, iż Pierścień musi być zniszczony, a do jedynego miejsca, gdzie mogło to nastąpić – Góry Przeznaczenia w Mordorze – wyruszyć miał z tym zadaniem ochotnik. Pierwszy zgłosił się Bilbo Baggins, jednak Gandalf odwiódł go od tej decyzji. Wykonania misji podjął się ostatecznie Frodo Baggins, do którego przyłączył się Samwise Gamgee.
Decyzja, kto towarzyszyć będzie hobbitom, zapadła już po zakończeniu Narady. Wybrana dziewiątka utworzyła Drużynę Pierścienia i dokładnie dwa miesiące po zamknięciu obrad (25 grudnia 3018 roku Trzeciej Ery) wyruszyła w kierunku Mordoru.

##### Ekranizacja
W ekranizacji Drużyny Pierścienia reżyserii Petera Jacksona na Naradzie u Elronda obecni są na niej wszyscy (oprócz Bilba Bagginsa) bohaterowie znani z powieści, część z nich nie wymieniona jednak z imienia. W odróżnieniu od fabuły powieści, już na Naradzie został skompletowany skład Drużyny Pierścienia.

#### Pierwsza bitwa u brodów na Isenie
Pierwsza bitwa u brodów na Isenie to batalia stoczona w 3019 roku Trzeciej Ery pomiędzy wojskami Rohanu a armią Sarumana podczas Wojny o Pierścień.
Książę Théodred, drugi marszałek Marchii i następca tronu, zebrał u brodów na Isenie oddziały głównie z Zachodniej Marchii królestwa. Pod swoją komendą miał dwanaście éoredów konnicy, w tym jeden złożony z samych łuczników (jeden éored to przynajmniej 120 ludzi) i oddział piechurów z Zachodniej Bruzdy. Książę oczekiwał jeszcze na przybycie z Edoras posiłków, czterech éoredów marszałka Elfhelma.
Rohirrimowie spodziewali się ataku armii Sarumana, mającej przewagę liczebną nad Jeźdźcami Rohanu, lecz i tak doszło do niego bardzo wcześnie. Zwiadowcy donieśli Théodredowi, że większość sił wroga zbiera się na zachodnim brzegu Iseny (z Isengardu bowiem można było wysyłać oddziały na oba brzegi rzeki). Książę zdecydował się uderzyć na te wojska, zanim będą gotowe do walki. Przy brodach pozostawił piechurów oraz trzy éoredy i stado zapasowych koni na wschodnim brzegu. Z resztą wojsk ruszył na przeciwnika.

##### Pierwsze starcia
W odległości około dwudziestu mil na północ od brodów Rohirrimowie rozbili straż przednią armii Sarumana. Jednak siły główne Czarodzieja okazały się przygotowane do bitwy – zajęły umocnione pozycje i miały w swych szeregach wielu pikinierów. Czołowy éored Théodreda został zatrzymany i nieomal otoczony przez nowe oddziały Sarumana, które wyszły z Isengardu. Uratowała go jednak szarża jeźdźców nadciągających w drugiej linii. Książę, zauważywszy inne siły nieprzyjacielskie, maszerujące ku brodom wschodnim brzegiem, postanowił się wycofać. Żołdacy Sarumana zaczęli ścigać Rohirrimów, lecz straż tylna marszałka Grimbolda, odpierała te ataki.

##### Śmierć Théodreda
Pod koniec dnia Jeźdźcy Rohanu dotarli z powrotem do brodów. W obliczu maszerujących ich tropem Isengardczyków, Théodred pozostawił na zachodnim brzegu Grimbolda i dołączył do jego podkomendnych jeszcze kilkudziesięciu spieszonych kawalerzystów. Sam, wraz ze swym éoredem, obsadził wyspę na środku Iseny, by w razie potrzeby osłonić odwrót ludzi Grimbolda. Całą resztę jazdy wysłał na drugi brzeg rzeki. Wtedy jednak nastąpiła katastrofa – nagle zaatakowały Rohirrimów siły Sarumana maszerujące wschodnim brzegiem, które poruszały się zaskakująco szybko. W pierwszym rzucie uderzyli konni Dunlendingowie i wilczy jeźdźcy, siejąc postrach wśród rohańskich koni. Za nimi nacierały dwa oddziały ciężkozbrojnych Uruków, które zaczęły spychać Jeźdźców Rohanu wzdłuż Iseny na południe. Jednocześnie na zachodnim brzegu żołdacy Sarumana zaatakowali ludzi Grimbolda. W tej sytuacji, specjalnie przygotowany przez Czarodzieja, oddział toporników (ludzi czy też co bardziej prawdopodobne półorków) natarł na wyspę i otoczył éored Théodreda. Grimbold, wraz z kilkoma ludźmi, rzucił się na pomoc księciu. Przebił się do niego, lecz wtedy Théodred padł pod ciosem topora.

##### Koniec bitwy
Od całkowitego pogromu ocaliło Rohirrimów przybycie Elfhelma. Nie spodziewał się on tak wcześnie bitwy, ale gdy dotarło do niego paru uciekinierów, pośpieszył ku brodom. W zapadających ciemnościach szarża jego jeźdźców kompletnie zaskoczyła żołdaków Sarumana, którzy poszli w rozsypkę. Większość uciekła na północ ścigana przez Rohirrimów. Elfhelm zaś z częścią swoich ludzi uderzył od tyłu na toporników, którzy zostali wybici do nogi. Atak ten ocalił od śmierci resztę ludzi Théodreda i samego Grimbolda. Okazało się też, iż książę jeszcze żyje. Był jednak śmiertelnie ranny i zdołał wyrzec tylko parę słów:

Pochowajcie mnie tutaj, bym strzegł brodów, aż Éomer nadejdzie!

Ostatecznie bitwa wygasła, gdy wojska Sarumana z zachodniego brzegu wycofały się.

##### Efekty starcia
W tej batalii Rohirrimowie ponieśli znaczne straty w ludziach i koniach. Jednak, jak się okazało w ciągu następnego dnia (26 lutego), większość kawalerzystów, zepchniętych przez Uruków na południe, przeżyła i powróciła do obozu. Choć Jeźdźcom Rohanu udało się utrzymać pozycje przy brodach, poległ ich dowódca, Théodred. Doprowadzenie do śmierci księcia było zresztą głównym celem Sarumana podczas tej bitwy. Nie zamierzał on od razu zaatakować Zachodniej Bruzdy i Rogatego Grodu, do czego częściowo przyczyniła się mężna obrona Grimbolda i Elfhelma. Był to fatalny błąd Czarodzieja, bowiem gdyby od razu rzucił wszystkie swoje siły do ataku, podbój Rohanu, najprawdopodobniej, skończyłby się jego zwycięstwem.

##### Ekranizacja Petera Jacksona
W ekranizacji Władcy Pierścieni, efekty bitwy zostały ukazane w wersji reżyserskiej filmu Dwie wieże, wydanej na DVD.

#### Druga bitwa u brodów na Isenie
Batalia stoczona w 3019 roku Trzeciej Ery pomiędzy wojskami Rohanu a armią Sarumana podczas Wojny o Pierścień.
Siły Rohanu
U brodów na Isenie, od momentu zakończenia pierwszej bitwy, zajmowali pozycje Grimbold i Elfhelm, wraz ze swymi żołnierzami. Cały czas oczekiwali na przybycie posiłków pod wodzą Erkenbranda. Te jednak nie zdążyły nadejść przed atakiem wojsk Sarumana.
W tej sytuacji Grimbold rozmieścił swych ludzi następująco: na zachodnim brzegu rzeki obsadził częścią piechoty ziemne forty, położone przy podejściu do brodów. Sam, wraz z resztą piechurów i jeźdźcami Théodreda (w większości spieszonymi), stanął na wschodnim brzegu, gotów do kontrataku. Wyspa pośrodku Iseny, gdzie pochowano księcia, pozostała nie obsadzona. Natomiast Elfhelm i jego kawalerzyści zajęli pozycję kilka mil na północ od brodów, by móc odeprzeć ewentualne natarcie wroga na wschodnim brzegu (z Isengardu bowiem można było wysyłać oddziały na oba brzegi rzeki). Liczebność Rohirrimów jest trudna do ocenienia. Można przypuszczać, iż w stosunku do wojsk zebranych przez Théodreda, w czasie drugiej bitwy Jeźdźcy Rohanu byli słabsi liczebnie o najwyżej kilkuset ludzi. Tymczasem Saruman zmobilizował całą swoją armię – około 10 000 orków, Uruków i Dunlendingów. Jednak nie rzucił od razu całości tych sił do ataku na przeciwnika.
Pierwsze starcia
Bitwa zaczęła się za dnia, około południa. Oddział najlepszych wojowników Czarodzieja zaatakował Rohirrimów na zachodnim brzegu. Nie był specjalnie liczny, ale i tak miał przewagę liczebną nad obrońcami, którzy stawili zacięty opór. W końcu, gdy załogi obu fortów zostały związane walką, nowy oddział Uruków przedarł się między nimi i zaczął forsować brody. Grimbold (licząc że Elfhelm odeprze ewentualne natarcie wroga na wschodnim brzegu) ze wszystkimi pozostałymi mu ludźmi ruszył do kontrataku. Odrzucił nieprzyjaciela, ale tylko na krótko. Kolejny, nowy oddział Isengardczyków włączył się do walki i przed zachodem słońca Rohirrimowie musieli wycofać się na drugi brzeg Iseny. Wielu z nich poległo, lecz również nieprzyjaciel poniósł wysokie straty. Żołdacy Sarumana zaprzestali na razie ataków, a Elfhelm cofnął się ze swymi jeźdźcami bliżej obozu Grimbolda. Obaj dowódcy wysłali gońców do Erkenbranda i starali się przygotować do powstrzymania kolejnego natarcia.
Walka Grimbolda
Nadeszło ono w nocy – Rohirrimowie wpierw dostrzegli na zachodnim brzegu

ogniki nadciągające od północy (...) nagle zdało się, że wrogie hordy buchnęły płomieniem. Od pochodni niesionych przez dowódców odpalono setki innych i całość ze strasznym wrzaskiem przelała się ognistym strumieniem przez brody.

Opór ludzi Grimbolda nie trwał długo. Marszałek wycofał się do obozowiska, wokół którego Rohirrimowie uformowali wielki mur tarcz. Isengardczycy otoczyli ich i usiłowali przełamać rohańską obronę. Próby przerzucenia pochodni ponad tarczami i podpalenia obozu nic nie dały, podobnie jak ataki pieszych Dunlendingów. Jako że pomoc od Elfhelma nie nadchodziła, Grimbold postanowił się wycofać i dotrzeć do Erkenbranda. Spostrzegł, iż atak żołdaków Sarumana stracił impet, bowiem ich dowódca, zaskoczony twardym oporem Rohirrimów, postanowił zaczekać na sygnał od drugiej części armii, maszerującej wschodnim brzegiem Iseny. W tej sytuacji Grimbold kazał kilkudziesięciu jeźdźcom, którzy jeszcze mieli konie, by pod wodzą Dúnhere’a przygotowali się do wypadu. Mur z tarcz otworzył się i ruszyli oni do szarży. Zaskoczyli nieprzyjaciela – Isengardczycy zaczęli cofać się bezładnie, myśląc iż nadciągnęły nowe oddziały Jeźdźców Rohanu. Podkomendni Grimbolda wykorzystali to i rozpoczęli odwrót, osłaniani przez pieszą straż tylną marszałka i jazdę Dúnhere’a. Dowódca wojsk Sarumana szybko jednak zorientował się, że wróg uchodzi, lecz ponieważ noc była ciemna i śpieszyło mu się by uderzyć na Rogaty Gród, zakazał pościgu. Oddziały Czarodzieja pomaszerowały na południe, a Grimbold i jego ludzie (choć rozproszyli się nieco w ciemnościach) ku swemu zdumieniu nie natknęli się na wroga.
Walka Elfhelma
W czasie gdy Grimbold walczył z przeważającymi siłami, Elfhelm również został zaatakowany i nie mógł przyjść przyjacielowi z pomocą. Na wschodnim brzegu Iseny wojska Sarumana były liczniejsze (zapewne ponad połowa armii), ale poruszały się wolniej. Poprzedzali je wilczy jeźdźcy, którzy przecięli Elfhelmowi drogę do obozu Grimbolda i zaczęli atakować poszczególne grupy Rohirrimów. Jeźdźcy Rohanu zmuszeni byli wycofać się na wschód. Z powodu nocnych ciemności ulegli rozsypce i nie mogli wspomóc obrońców brodów. Poza tym Elfhelm zdawał sobie sprawę, że oddziały maszerujące za wilczymi jeźdźcami są dużo liczniejsze od jego podkomendnych i że w walce z nimi nie ma szans. Nie wdając się w walkę z Rohirrimami siły Sarumana pociągnęły na południe, by połączyć się z resztą armii (która odepchnęła Grimbolda) i zaatakować Rogaty Gród.
Po bitwie
Ostatecznie w bitwie tej Jeźdźcy Rohanu ponieśli ciężką porażkę. Saruman zwyciężył głównie dzięki przewadze liczebnej swoich wojsk. Należy przyznać, iż mężna obrona Grimbolda opóźniła atak armii Czarodzieja na Zachodnią Bruzdę i Rogaty Gród. Okazało się też, że Rohirrimowie nie ponieśli tak wielkich strat jak początkowo sądzono, bowiem wielu z nich rozproszyło się w nocnych ciemnościach.
Po bitwie, w ciągu następnego dnia Elfhelm i Grimbold spotkali Gandalfa Białego. Ten poradził, by pierwszy z nich pośpieszył ze swymi ludźmi do Edoras, aby w razie potrzeby bronić stolicy, a drugi dołączył do Erkenbranda, który maszerował na odsiecz Rogatego Grodu. Część podkomendnych obu marszałków zebrała ciała poległych towarzyszy i pogrzebała je we wspólnym kurhanie, zwanym Kurhanem Jeźdźców.

#### Bitwa o Rogaty Gród
Batalia Wojny o Pierścień, stoczona w 3019 roku Trzeciej Ery, pomiędzy wojskami Rohanu a armią Sarumana.
Oddziały Rohanu, pod wodzą króla Théodena i jego następcy Éomera, broniły się w Rogatym Grodzie, twierdzy która zamykała dostęp do Helmowego Jaru, gdzie schroniło się wielu okolicznych mieszkańców, uciekających przed żołdakami Sarumana.
Armia Isengardu miała znaczną przewagę liczebną nad Rohirrimami i zaciekle szturmowała twierdze przez całą noc. Ostatecznie bitwa została rozstrzygnięta rankiem, kiedy to gwałtownym atakiem Rohirrimowie rozbili przeciwnika.

#### Druga bitwa o Osgiliath
Bitwa stoczona w 3019 roku Trzeciej Ery pomiędzy siłami Gondoru a armią Saurona. Zakończyła się zwycięstwem żołdaków Władcy Ciemności, którzy następnie przystąpili do ataku na Minas Tirith.
12 marca doszło do bitwy. Wojska Mordoru przeprawiły się przez Anduinę dzięki licznym łodziom i tratwom, już wcześniej przygotowanym we wschodniej części Osgiliath. Gondorczycy zadali atakującym znaczne straty, lecz nie wpłynęły one na przebieg batalii. W toku dalszej walki żołdacy Saurona zaczęli wypierać obrońców z zajmowanych pozycji. Szczególny wpływ miał na to sam Wódz Nazgûli, bowiem gdziekolwiek się pojawiał, tam momentalnie opór słabł – strach jaki wywoływał Upiór ogarniał najdzielniejszych żołnierzy Gondoru. Faramir jeszcze tego samego dnia musiał opuścić Osgiliath i pospiesznie wycofać się na linię muru Rammas Echor. Wojska Saurona szybko zdołały opanować przeprawę przez Anduinę i mogły bez problemu przerzucać dalsze siły ze wschodniego na zachodni brzeg rzeki. Opór Faramira okazał się, mimo męstwa Gondorczyków, za słaby w obliczu tak silnego wroga. Należy jednak przyznać, iż udało im się chociaż chwilowo powstrzymać marsz armii Wodza Nazgûli na Minas Tirith.

#### Bitwa na polach Pelennoru
Jedna z najważniejszych bitew Wojny o Pierścień, stoczona w 3019 roku Trzeciej Ery, pomiędzy wojskami Gondoru i Rohanu a armią Mordoru.
Batalia ta miała miejsce na obszarze otaczającym stolicę Gondoru, Minas Tirith. Rohirrimowie dotarli tam w chwili, gdy siły Saurona są już gotowe do wdarcia się do miasta, więc ich odsiecz uratowała Godorczyków.
Przebieg bitwy był bardzo dramatyczny, a szala zwycięstwa kilkukrotnie wahała się na rzecz jednej lub drugiej strony. Ostatecznie siły Gondoru i Rohanu rozgromiły armię wroga. Do takiego wyniku przyczyniło się również niespodziewane przybycie na plac boju oddziałów dowodzonych przez Aragorna.
W bitwie tej poległ Théoden, władca Rohanu, jak również Wódz Nazgûli – zabity przez księżniczkę Éowinę (która potajemnie wyruszyła na wyprawę) i Merry’ego Brandybucka.

#### Bitwa o Dale
Bitwa stoczona w 3019 roku Trzeciej Ery pomiędzy siłami ludźmi z Dale i krasnoludami z Ereboru a wojskami Saurona. Zakończyła się zwycięstwem wojsk Władcy Ciemności.

#### Bitwa pod Morannonem
Bitwa stoczona w 3019 roku Trzeciej Ery pomiędzy Armią Zachodu (połączonymi siłami Gondoru i Rohanu) a siłami Mordoru.
Do batalii tej doszło po dotarciu Armii Zachodu pod Morannon. Głównym celem jaki postawili przed sobą dowódcy tych sił nie było pobicie wojsk Saurona, lecz odciągnięcie uwagi Władcy Ciemności od jego własnego kraju. Chciano w ten sposób dać większe szanse Frodowi Bagginsowi i Samowi Gamgee na dotarcie do Góry Przeznaczenia wraz z Pierścieniem. Ostatecznie batalia zakończyła się wielkim i niespodziewanym zwycięstwem Armii Zachodu, przede wszystkim dzięki zniszczeniu magicznego klejnotu.

#### Bitwa Nad Wodą
Ostatnia bitwa Wojny o Pierścień stoczona w 3019 roku Trzeciej Ery. Zakończyła się zwycięstwem hobbitów nad zbójami, ludźmi i półorkami na usługach Sharkeya i wyzwoleniem Shire’u.

## Czwarta Era
Czwarta Era to ostatni ze znanych okresów w mitologii Śródziemia. Nazywana jest Młodszymi Dniami (przez kontrast do pierwszych trzech er) i Nowym Wiekiem.
Zaczęła się 29 września 3021 roku Trzeciej Ery, w dniu odpłynięcia ze Śródziemia ostatnich powierników Trzech Pierścieni (Galadrieli, Elronda i Gandalfa) oraz powierników Jedynego Pierścienia (Bilba i Froda Bagginsów), jednak w Gondorze pierwszym dniem Czwartej Ery ustanowiono 25 marca.
Rachuba Shire’u kontynuowała liczenie lat od założenia Shire’u, toteż rok 120 Czwartej Ery był liczony przez hobbitów jako 1541. Początkiem Czwartej Ery był tam pierwszy dzień roku 1422.
Był to czas dominacji ludzi. Quendi odpłynęli do Amanu lub stracili znaczenie, skarlały też inne nie-ludzkie rasy.
W 62 roku Czwartej Ery odpłynął ostatni powiernik Jedynego Pierścienia (Samwise Gamgee). Dwa lata później zmarł Éomer, król Rohanu. W 120 roku zmarł Aragorn, rządy Arnoru i Gondoru objął Eldarion, a do Amanu udali się Legolas i Gimli. W następnym roku zmarła Arwena.

## Dagor Dagorath
Dagor Dagorath (sin. Bitwa Bitew), to Ostatnia Bitwa – przepowiedziane przez Mandosa ostateczne zwycięstwo sił dobra nad złem. Jest to odpowiednik Ragnaroku, czy też Armageddonu w Legendarium Tolkiena.
Treść oryginalnego Drugiego Proroctwa Mandosa, opisująca przebieg Dagor Dagorath, nie jest kanoniczna – nie zgadza się z opublikowaną wersją Silmarillionu, gdzie jednak wspomniany jest gwiazdozbiór Menelmakar w lśniącym pasie, znak wróżebny Ostatniej Bitwy. Proroctwa opublikowano w piątym tomie Historia Śródziemia.

### Treść przepowiedni
Morgoth, gdy straże na Bramach Nocy zasną, zniszczy Słońce i Księżyc. Wtedy Eärendil strąci go z przestworzy i rozpocznie się Ostatnia Bitwa. Tulkas stoczy walkę z Morgothem, a wraz z nim po prawej Eönwë, a po lewej Túrin Turambar, który wróci z Domów Umarłych. Jego czarny miecz Gurthang zada Morgothowi śmierć. Tak zostaną pomszczeni wszyscy ludzie.
Później świat zostanie ukształtowany na nowo, a Silmarile odzyskane. Eärendil odda klejnot, który powierzono jego pieczy. Wtedy Fëanor weźmie Silmarile i zaniesie je Yavannie. Ona ożywi Dwa Drzewa. Pelóri zostaną zrównane i światło rozbłyśnie na całym świecie. Valarowie staną się młodzi, a elfowie powrócą ze zmarłych. O ludziach jednak nic nie wiadomo oprócz Túrina, któremu dane jest miejsce między synami Valarów.

### Nawiązania w kulturze
Muzycy z Izraela, grający black metal, nazwali swój zespół Dagor Dagorath.

## Adaptacje
W Drugiej Erze toczy się akcja serialu Amazon Studios Władca Pierścieni: Pierścienie Władzy, nadawanego przez Prime Video od 2022 roku. Ma on opowiadać m.in. o powstaniu Pierścieni Władzy i wojnie Ostatniego Sojuszu. Niektóre sceny serialu (retrospekcje Galadrieli) ukazują jednak Pierwszą Erę.
W Trzeciej Erze toczy się akcja obu trylogii filmowych Petera Jacksona – Władca Pierścieni i Hobbit.